# Форт, Чарльз
Чарльз Хой Форт (англ. Charles Hoy Fort; 6 августа 1874, Олбани — 3 мая 1932, Нью-Йорк) — американский писатель и публицист, составитель справочников по сенсациям.
Не получив систематического образования, Чарльз Форт переменил много специальностей, подрабатывал журналистом, пытался также реализовать себя как литератор, чему способствовало начавшееся в 1905 году знакомство с американским писателем и общественным деятелем Теодором Драйзером, дружба с которым продолжалась до конца жизни Форта. При поддержке Драйзера Ч. Форту удалось опубликовать роман «Производители изгоев» (1909), который не имел успеха. Получив в 1916 году наследство, Чарльз Форт полностью посвятил себя сплошному просмотру периодических изданий США и Великобритании в поисках историй о предметах и животных, якобы, падавших с неба, спонтанных случаях самовозгорания человека, экстрасенсорных способностях и т. д. В 1919 году Форт напечатал первый из четырёх своих сборников сенсационных материалов, не соответствующих научной картине мира, — «Книгу проклятых». В этой книге Ч. Форт характеризовал себя как «истинного скептика» и «антидогматика». Далее Форт выпустил ещё три книги аналогичного содержания: «Новые земли» (1923), «Вот!» (1931) и «Дикие таланты» (1932), тираж последней поступил в продажу уже после кончины автора. В этих книгах постулируется существование так называемого «Супер-Саргассова моря», откуда на Землю выпадают вещи и живые существа. Разумные обитатели надземного пространства, по мнению Форта, связаны с тайными обществами внизу, вероятно, при помощи телепатии и телепортации (этот термин впервые был предложен именно Чарльзом Фортом).
Чарльз Форт не стремился подвергать собранные им сведения критике и не занимался анализом источников этих сообщений. Собираемые факты использовались для критики науки и любых теоретических построений вообще; Ч. Форт именовал дисциплину, которой занимался, интермедиатизмом — трактуя её как «пограничную зону между фактом и фантазией». Он являлся противником науки как таковой; для Чарльза Форта были «одинаково хороши любые теории и любые объяснения».
В 1931 году актёр и мистик Тиффани Тэйр создал «Фортовское общество», просуществовавшее до 1959 года. Общество занималось пропагандой и переизданиями сочинений Форта, выпускало журнал «Fortean Society Magazine» (в 1944 году переименованный в «Doubt»). Архив Форта включал более 30 коробок с выписками из разных источников, которые поступили в распоряжение Общества. В 1961 году Фортовское общество было возрождено под названием International Fortean Organization, после 1973 года существует издание «The Fortean Times», публикующее сюжеты об НЛО, физических аномалиях, криптозоологии, и так далее. Последователи Форта провозгласили его «предтечей современного уфологического движения», существует несколько других обществ, разрабатывающих фортовскую тематику.

## Биография

### Годы становления (1874—1892)

#### Происхождение, детство и отрочество

Стейт-стрит и Капитолий в Олбани на открытке 1904 года

Семейство Ла Форт или Ван Форт (La Fort или Van Fort), переселилось в Новый Амстердам в первой половине XVII века. Сохранилась запись о бракосочетании Яна Форта в 1641 году, что и являлось первым документальным свидетельством об основателе семейства. В 1683 году, приняв имя Ян Либерте (нидерл. Jan Libbertee), он купил землю к северу от Олбани на берегу реки Могаук, где пять поколений Фортов зарабатывали на паромной переправе. В 1821 году родился Питер ван Франкен Форт — дед будущего писателя, — первый представитель семейства, который переселился в город. Питер добился должности управляющего гостиницей в Нью-Йорке, а затем основал в Олбани оптовый бакалейный склад с лавкой, и сделал своё дело процветающим. Со временем дело разрослось, глава семейства имел два офиса, и занялся ростовщичеством. Не будучи образованным, Питер Форт собрал библиотеку роскошных изданий, предпочитая Карлейля и Рёскина, а также биографии и описания полярных исследований. Его первенец Чарльз Нельсон Форт родился в 1849 году, и унаследовал отцовское дело. Точная дата его женитьбы на Анне Хой неизвестна; в четыре часа утра 6 августа 1874 года появился на свет их первенец, названный Чарльзом. Далее последовательно родились ещё двое братьев: Раймонд Нельсон (7 ноября 1876 года) и Кларенс ван Франкен (11 ноября 1878 года). Однако послеродовые осложнения привели 25-летнюю Анну к перикардиту, от которого она скончалась 2 января 1879 года. Овдовевший Чарльз Форт-старший долгие годы хранил портрет жены под подушкой. Он поселил трёх детей в доме № 53 по Филип-стрит, доверив их попечению бонны Элизабет Вассен, которая всячески баловала мальчиков, что входило в противоречие с отцовскими представлениями о воспитании. Братья отличались непоседливостью, были преданы друг другу и всегда совместно устраивали всякие каверзы. За это отец иногда порол их арапником. Чарльз Форт писал в неопубликованной автобиографии, что однажды отец посетил их урок в воскресной школе, и братья так боялись его, что были не в состоянии проговорить слово «удар» (smote, речь шла о том, как Моисей иссёк воду из скалы) и произносили «smut». Тогда Чарльз-старший дал каждому по пощёчине, и объяснил — «Вот это удар». Форт утверждал, что главной мечтой его в детстве было избить отца до бесчувствия. Вдобавок, телесные наказания, прочно ассоциируемые с воскресными днями и посещениями церкви, рано привели братьев к разочарованию в религии.
В 1886 году Чарльз Форт-старший женился на дочери владельца газовой компании Бланш Уитни, которая оказалась хорошей мачехой: Чарльз-младший, Раймонд и Кларенс стали ей доверять. Именно Бланш приохотила Чарльза к собиранию марок. Семья переехала в просторный дом № 253 на Стейт-стрит, в квартале от капитолия штата. Далее братья увлеклись бумажными солдатиками, которых тайком заказывали по почте, а Чарльз увлёкся разорением птичьих гнёзд, что переросло в серьёзные занятия орнитологией и таксидермией, собрал собственную коллекцию птичьих чучел, яиц и гнёзд, описывал и маркировал свои экземпляры. Далее он перешёл к геологии, начав с собирания камешков на улице, а далее стал обменивать и покупать образцы горных пород. В автобиографии он утверждал, что дед Питер однажды спросил его, кем бы Чарльз хотел стать, и получив ответ: «натуралистом», даже справился в словаре о значении этого слова, и был явно огорчён. Братьев насильно приучали к профессии бакалейщика, что навело их на мысль о побеге. Чарльз и Раймонд, с подачи друга, которого избивала мать, продали коллекцию марок, и собрались ехать в Бирму, где была вакансия погонщика слонов. Побег сорвался в буквальном смысле: они сложили купленные в дорогу запасы на чердаке дома приятеля и в темноте упали с крыши. Чарльз чудом не переломал кости, но следы шрамов у него на лбу остались до конца жизни. Это вызвало новые избиения, последствием чего сделались сознательные каверзы: согласно автобиографии, 11-летний Чарльз и 9-летний Раймонд в знак протеста подожгли забор на заднем дворе, сморкались в кружевные занавески в доме и так далее.

#### Школьные годы
Школьное образование давалось Чарльзу с трудом, особенно французский и немецкий языки и математика. Его интересовали география и история, а за сочинения он получал награды. Он увлёкся собиранием автографов: однажды отправил письмо Жюлю Верну и получил обстоятельный ответ, собственноручно написанный знаменитым фантастом. Раймонд, равнодушный к большинству предметов, напротив, успевал в математике и проявлял деловую хватку, по-видимому, он хотел унаследовать семейное дело. Кларенс явно демонстрировал симптомы задержки умственного развития и унаследовал от отца равнодушие к чувствам окружающих, в конце концов его отдали в коррекционную школу в Ханаане, штат Нью-Йорк. Для Чарльза Форта-младшего сложной оказалась и социализация в школе, в которой было совместное обучение: с девушками своих лет он был неловок и косноязычен, хотя не испытывал проблем в общении с учительницами, которые признавали его способности и успехи. В 1887 году Чарльз впервые встретился с дочерью ирландских эмигрантов Анной Филинг, старше его на четыре года; по некоторым данным, она работала кухаркой у деда — Джона Хоя. Отношения с отцом несколько улучшились в 15-летнем возрасте: Чарльз-старший и Бланш собирались в путешествие в Европу, а сыновей отправляли в лагерь Y.M.C.A. на озере Шамплейн. Избиения прекратились, более того, Чарльз-старший на равных общался с сыном на темы охоты и рыбалки и даже играл с ним в шахматы. Социализация в лагере прошла успешно. Далее Форт-младший получил ещё несколько школьных наград за сочинения и заинтересовал своего дядю Джона Хоя, который рекомендовал Чарльза в газету «Демократ», глава которой был его другом детства. Первым поручением начинающего журналиста стали интервью с местными священниками и ведение колонки с объявлениями о предстоящих проповедях. Его проблемой был неразборчивый почерк: по словам биографов, рукописи Чарльза Форта до перехода на пишущую машинку написаны двумя разными почерками — его личные заметки и письма к друзьям зафиксированы почти нечитаемым курсивом, редакционные рукописи переписаны крупным округлым («школьным») почерком. Успехи сына вновь стали раздражать отца, который не хотел смириться с отказом Чарльза от бакалейного бизнеса и ревновал его к Джону Хою.
Окончательный разрыв состоялся в 1892 году. Когда Чарльз однажды вернулся домой после десяти вечера (когда двери запирались и тушились огни), на его стук никто не ответил. Тогда он разбил булыжником дверной витраж и открыл дверь, за что был наказан переводом ночевать в помещение для слуг; за общими трапезами ему не подавали пищи. Перед уходом он швырнул блюдо с пирожными в лицо Бланш Форт, и отправился к брату Кларенсу. Не существует сведений, удалось ли Чарльзу и Кларенсу повидаться в тот раз; переписка сохранилась крайне фрагментарно. Далее Чарльз обосновался в доме деда-холостяка, в котором квартировал и дядя Джон Хой. Благодаря уговорам родных, Чарльз Нельсон Форт согласился выплачивать сыну содержание до достижения им двадцати одного года, но Чарльз-младший обязывался закончить образование, чтобы получить достойную профессию для самостоятельной жизни. Чарльзу полагалась и доля от наследства деда Питера (скончавшегося в 1891 году), но до совершеннолетия он не мог свободно распоряжаться семейным фондом, а предназначенные для него объекты недвижимости сами требовали вложений. В основном он зарабатывал писанием рассказов, которые рассылал по различным редакциям; иногда они печатались и приносили нерегулярные гонорары. Это обеспечило ему некоторую известность, и в результате газета Brooklyn World предложила Форту место репортёра с жалованьем 18 долларов в неделю (около 559 долларов в ценах 2021 года); после этого Чарльз навсегда расстался со школой.

### Поиски самостоятельного пути (1892—1919)

#### Кругосветное путешествие. Женитьба

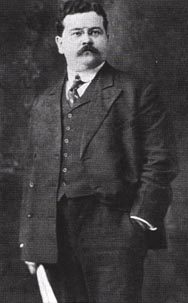
Чарльз Форт в 19-летнем возрасте

В 1893 году Чарльз Форт принял участие в независимой газетной фирме Woodhaven Independent, которая быстро обанкротилась. После наступления совершеннолетия оказалось, что опекун наследственного имущества Форта настолько успешно им управлял, что Чарльз стал получать ренту в 25 долларов в месяц (порядка 777 долларов в ценах 2021 года). Поскольку он твёрдо решил стать писателем и нуждался во впечатлениях, было решено использовать сумму наследства для путешествия. Через управляющего Мэтью Уоллеса Форту пересылался денежный перевод в город, который он указывал. Под Рождество 1893 года он отправился в Ричмонд, откуда вместе с коммивояжёрами добрался до Флориды и на товарном поезде доехал до Нового Орлеана, куда были высланы деньги. Далее он поднялся по реке до Луисвилла, где вёл жизнь бродяги, ночуя под открытым небом и питаясь выловленной самим рыбой. Вернувшись в Нью-Йорк, Чарльз на пароходе, гружённом живым скотом, отплыл в Ливерпуль, что обошлось ему всего в пять долларов. Служащий английской таможни сразу же сдал американцу свою мансарду в обмен на работу садовником. Далее он на товарных поездах отправился в Лондон, где ожидал новый денежный перевод. В сентябре 1894 года Чарльз Форт пешком добрался до Ливерпуля и вернулся в Филадельфию, будучи обозначенным в судовой роли как «репортёр». О его дополнительных заработках почти ничего не известно. Проведя зиму в Нью-Йорке, Форт отправился в Новую Шотландию, откуда летом 1895 года перебрался в Глазго. Не имея перспектив, практически случайно молодой человек сел на пароход, следующий в Южную Африку (в автобиографии он утверждал, что это было результатом ошибки клерка). По пути Форт увидел пик Тейде и остров Святой Елены. О пребывании Чарльза в Кейптауне почти ничего не известно. Под Рождество 1895 года он добрался до Трансвааля, однако уже в 1896 году вернулся на каботажном пароходе в Нью-Йорк. Семейная легенда гласила, что это было следствием заболевания малярией. Выхаживала его Анна Филинг, с которой он вновь повстречался спустя восемь лет после первого знакомства. Впоследствии она вспоминала, что полюбила Чарльза, когда он ещё был отроком, но никогда не думала, что сможет выйти за него замуж. В октябре Чарльз сделал ей предложение, несмотря на увещевания родителя, что дочь англо-ирландских эмигрантов пяти футов роста ему не пара. 22-летний Чарльз и 26-летняя Анна обвенчались 26 октября 1896 года в Преображенской епископальной церкви Нью-Йорка на Двадцать девятой стрит и сняли самую дешёвую студию на Ист-Сайде в доме № 170 на Тридцать второй стрит.
Медовый месяц молодожёны провели в штате Мэн, но Чарльз выдержал только две недели, а далее они с Анной отправились в путешествие по Канаде, побывав в Сент-Джонсе. В ноябре они обосновались в Нью-Йорке. Анна была отличной поварихой и образцовой домохозяйкой, отличалась бойким нравом и общительностью, быстро перезнакомилась со всеми соседями. Замкнутый от природы Чарльз раскрепощался в её присутствии: она любила петь, иногда он аккомпанировал ей на гитаре; друг друга они называли «папа» и «мама», также Анна была единственным человеком, которой Форт разрешал называть себя уменьшительной формой имени «Чарли». Она позволила мужу целиком посвятить себя творчеству и была первой читательницей его рассказов и книг. Позднее поклонники Форта описывали её как особу, во всех отношениях не подходящую для «одинокого гения» («птичка, порхающая вокруг моржа»), что, по-видимому, не соответствовало действительности. Более того, именно на Анне Чарльз проверял, как «сработает» та или иная его литературная находка. Однако его рассказы плохо продавались (иногда с шестой или восьмой попытки), гонорары были крайне невелики — не более 20 или 25 долларов, зависимость от ренты была постоянной, но подчас она нерегулярно перечислялась. Во время Испано-американской войны Чарльз даже думал записаться на военную службу, но из-за близорукости был забракован. Пришлось переехать в более дешёвый район в дом № 686 на Восьмой авеню к западу от Таймс-сквер, где туалет и ванная были общими для всего лестничного пролёта. Впрочем, и Анна и Чарльз были привычны к бытовому неустройству. В такой обстановке в 1899—1901 годах Форт работал над первой объёмной книгой — автобиографией, которая так и осталась «Многими частями». От текста автобиографии, реконструируемого по переписке Ч. Форта, уцелело, по-видимому, не более трети; от литературных произведений, над которыми он работал до 1905 года, не осталось никаких следов.

#### Попытка литературной карьеры
В марте 1901 года Анна Форт заболела, что потребовало госпитализации в Немецкую больницу на углу Семьдесят седьмой улицы и Лексингтон-авеню. Не осталось сведений о её болезни, но расходы были очень существенны: в архиве Форта сохранилась одна из квитанций на 14 долларов (460 долларов в ценах 2021 года). Несмотря на то, что рента вновь стала поступать на счёт, Чарльз залез в долги и брался за любую работу: восемь месяцев он мыл посуду в гостинице «Метрополитен» и даже удостоился рекомендации менеджера, однако места охранника добиться не удалось. Автобиография была отвергнута шестью издательствами, он пытался писать юмористические скетчи и рекламные слоганы. От этих лет сохранился закладной билет из ломбарда: за два костюма Чарльз получил всего 31 цент. Форт полностью переписал автобиографию, но в 1904 году она вновь была отвергнута издательством, тогда как другая фирма предложила внести страховой залог в 450 долларов (14 100 долларов в ценах 2021 года) — половину накладных расходов. Ситуация изменилась в 1905 году, когда Чарльз Форт продал в редакции журналов двенадцать рассказов. Гонорары были низкими: сохранилась квитанция из «Popular Magazine» от лета 1905 года — тридцать долларов за два рассказа из жизни подростков. Рассказ, помещённый в газете «New York Evening Post», и навеянный воспоминаниями о плавании в Англию на борту скотовоза, привлёк внимание Теодора Драйзера, который тогда служил редактором «Smith’s Magazine». После личной встречи Драйзер принял два рассказа Форта за 25 долларов каждый и предложил написать ему большой роман из жизни многоквартирных домов на Манхэттене. Впрочем, Драйзер мало отличался от всех остальных редакторов: требовал менять сюжеты по своему вкусу и мог вернуть рукопись. В 1906 году управляющий Уоллес передал Чарльзу 500 долларов в счёт поступлений от недвижимости в Олбани, но этого не могло хватить надолго, вдобавок месячные перечисления сократились до 15 долларов. В дневниковых записях Форта за этот год тема денег становилась навязчивой. В дневнике декабря 1906 года Форт жаловался, что Драйзер вернул две рукописи с замечаниями, а покупатель дома в Олбани обманул Чарльза на 155 долларов. Попытка обратиться к брату Раймонду, который унаследовал семейную фирму, вызвала лишь нравоучения. Анна, чтобы поддержать мужа, устроилась ночной прачкой в гостинице. Из-за просрочек по аренде имущество Фортов, в конце концов, было арестовано, и в марте 1907 года чету выселили. Они с большим трудом смогли найти комнату в одном из старых домов (так называемой «Адской кухне») в непрестижном районе.
В этом убогом обиталище Фортов отыскал Теодор Драйзер, узнавший, что у Чарльза есть почти законченный роман, названный им «Производители изгоев» (The Outcast Manufacturers). Это была история жильцов многоквартирного дома, такого же, в котором жил и сам Чарльз Форт. К тому времени Драйзер руководил общей редакцией трёх журналов и владел долей в издательстве Доджа, выпустившем его роман «Сестра Керри». К декабрю 1907 года Форт счёл, что рукопись можно предложить в издательство, однако редактура тянулась до мая 1908 года. Несмотря на все препоны, «Производители изгоев» вышли в свет 31 марта 1909 года в издательстве Доджа, в ознаменование чего Драйзер устроил у себя на квартире праздник для Чарльза и Анны Форт. Роман получил некоторый резонанс в прессе, хотя большинство рецензентов отмечали «вымученность» диалогов и «дилетантизм» литературной техники с характерным для Форта повтором слов и фраз. В целом, критики отмечали, что роман был выражением социальной сатиры, проявляемой в предельно реалистических диалогах и ситуациях. Успешных продаж не получилось, как не потребовалось и дополнительного тиража. Гонорар едва ли достигал 100 долларов, роялти в 1910 году составило всего 22 доллара 40 центов. Драйзер попытался предложить рукопись в журналы для выпуска с продолжением, однако «Harper’s» отказался, а в журнале «Pearson’s» вышло только пять глав с правками, предложенными Теодором Драйзером. Форт не стал дословно воспроизводить книжный текст, в опубликованные пять глав вошёл материал восьми глав печатного издания. Далее редакторы и читатели «устали от этой истории». Однако для Чарльза и Анны это было успехом: они смогли переехать в маленькую квартиру в доме № 428 на Западной Сороковой улице. Положительную рецензию опубликовали и в «Олбани Аргус», так что родственники, включая отца, узнали, что их сын и брат всё-таки стал писателем. Весной 1912 года Чарльз Нельсон Форт заболел менингитом, от которого ослеп, и умер в возрасте 63 лет 27 июня 1912 года. Чарльза на похоронах не было, он к тому времени устроился консьержем в престижном многоквартирном доме на Риверсайде. По завещанию всё имущество переходило Бланш Форт, а далее должно было перейти среднему сыну Раймонду с его потомками по нисходящей линии, только в случае, если Раймонд скончается бездетным, имущество равными долями должно было перейти Чарльзу и Кларенсу. Бланш скончалась в 1913 году, и вся недвижимость, активы и дела фирмы полностью перешли к Раймонду Форту. Тот прислал старшему брату 1000-долларовую акцию U.S. Steel.

#### Новое призвание

Супруги Чарльз и Анна Форты на фотографии для паспорта, сделанной около 1920 года

Получив новую работу и небольшое, но регулярно выплачиваемое жалованье, 39-летний Чарльз Форт около 1910 года стал постоянным посетителем Нью-Йоркской публичной библиотеки. Сначала он рассматривал это занятие как способ найти новые впечатления и материал для новых рассказов. Позиционируя себя как писателя-реалиста, Чарльз осознал отсутствие необходимого опыта и решился выйти за пределы «способности делать то, что должен делать», как он сформулировал это в письме к Драйзеру. Постепенно бессистемное чтение привело к новой идее. В автобиографии это описывалось следующим образом:

Потом ко мне пришла идея сбора заметок по всем предметам человеческих исследований по всем известным явлениям, а затем следовало попытаться найти максимально широкое обобщение разнообразия этих данных, — закон или формулу, что-то в этом духе. Я собирал заметки о принципах и явлениях астрономии, социологии, психологии, океанологии, навигации, геодезии, вулканологии, религии, вопросов пола и дождевых червей, — неизменно пытаясь отыскать сходства в самых широких кажущихся различиях.
Чарльз Форт ходил в библиотеку каждый день, заполняя обувные коробки карточками с заметками, классифицируемыми одному ему известным способом. Первоначально картотека служила для собирания сюжетов и метафор, затем её предназначение изменилось. Первоначальные секции имели ярлыки: «Гармония», «Равновесие», «Катализаторы», «Насыщение», «Спрос и предложение». Однако настоящей «золотой жилой» оказались аномалии, — описания странных явлений, которые не подпадали ни под какую классификацию и не могли быть объяснены с научной точки зрения. Общее число коробок, посвящённых отдельным предметам, в конце концов достигло 1300, а число карточек по индивидуальным явлениям — 40 000. Его равно интересовали книги Пьяцци Смита о египетских пирамидах, серьёзные теории Отто Гана и спекуляции Джона Симмса о полой Земле. Читательские билеты выписывал и оплачивал Теодор Драйзер, который предоставлял также рекомендации библиотечному начальству. Это пришлось делать в 1910 и 1914 годах: Драйзера поражала многолетняя одержимость Чарльза. Он иронически писал, что за это время его друг должен был создать «четырнадцать романов и девять пьес» или «целую Encyclopedia Fortiana». К тому времени Форт квартировал на Западной Сорок третьей улице, в доме № 341. 1 мая 1915 года датировано его письмо Драйзеру, где Чарльз сообщал об открытии «фактора X», которому посвятил одноимённую книгу (Х). Совершенно серьёзно Форт рассматривал идею, что всеми событиями, происходящими на Земле, управляют марсиане посредством таинственных лучей, так что человечество является своего рода «фотографической плёнкой», на которой «проявляется» внешнее воздействие.
Теодор Драйзер заинтересовался книгой, в одном из писем он называл её «величайшим из апокрифов». В целом он был склонен к мистике, разделяя при этом монистическую философию Спенсера и Геккеля. В результате Форт был приглашён на литературный обед в Гринвич-Виллидж, но из-за непривычной обстановки был зажат и не получил полезных знакомств. В том же 1915 году Форт приступил к написанию второй книги — Y, — в которой выдвинул свою излюбленную идею комплементарности, согласно которой в мире сосуществуют ортогенетически изолированные, но взаимодополняющие цивилизации. Посланником параллельной цивилизации он считал Каспара Хаузера; добраться до его родины можно через Арктиду, расположенную внутри полой Земли. Синопсис вновь вызвал энтузиазм Драйзера, который к тому времени разослал несколько рукописей «X» по разным редакциям. Про «Y» он писал, что если бы Форт решился эту концепцию изложить в форме фантастического романа, то «произвёл бы фурор» и превзошёл бы Жюля Верна. Энтузиазм Драйзера в конечном счёте привёл к фатальным результатам: считая «X» научной, он отправил рукопись в редакцию «Popular Science Monthly», глава которой Вальдемар Кемпферт в буквальном смысле разнёс идеи Форта. Тот насилу убедил Драйзера не посылать рукопись профессору Лоуэллу.
28 мая 1916 года скоропостижно скончался дядя Форта — Фрэнк, младший сын Питера Форта, всего на пять лет старше самого Чарльза. Его состояние должно было перейти равными долями племянникам — Чарльзу, Раймонду и Кларенсу. Урегулирование всех дел душеприказчиками затянулось, однако Анна и Чарльз рискнули взять под завещание кредит в 500 долларов в банке Олбани и сняли квартиру на пятом этаже дома № 415 на Сорок третьей Западной улице (всего в четырёх кварталах от публичной библиотеки), для которой купили новый набор посуды, два ковра, диван и два кресла, что обошлось в 180 долларов. В квартире имелся индивидуальный санузел и ванная. Вскоре скончалась тётка, что принесло гораздо бо́льшее наследство. Анна смогла бросить ремесло прачки и принялась приводить Чарльза в респектабельный вид, на что тот полушутя жаловался Драйзеру: «Моя жена, самая лучшая и незаменимая женщина в мире, в одночасье сделалась снобом. Она настаивает, что у меня всегда должна быть чистая рубашка. Мой дорогой Драйзер, пожалейте меня: я должен наваксить туфли!». На День благодарения 1917 года супруги Форт принимали у себя Драйзера, который пришёл со своей тогдашней пассией. В дневнике он отметил, что у Анны новое платье, пятикомнатная квартира просторна и хорошо, хотя и без претензий, обставлена, а стол обилен.
14 января 1917 года в Олбани от пьянства и пневмонии скончался 38-летний младший брат Кларенс, доля которого была разделена между Раймондом и Чарльзом. Если в материальном смысле Форт впервые в жизни испытывал достаток, то ситуация с «X» явно не ладилась. Чарльз в одном из писем утверждал, что «боги бросили меня в этой адской жизни, для наказания за что-то ужасное, что я однажды совершил, возможно, на Юпитере или Нептуне». Редактор «Scientific American» назвал текст «чушью, не имеющей ни малейших основ в проверяемых фактах», далее рукопись отклонили пять издательств. Глава издательства Карл Брандт, ознакомившись и с «X», и с «Y», запросил причины предыдущих отказов и замолчал на шесть месяцев. Раздосадованный Форт в очередной раз попросил Драйзера обновить ему абонемент в публичную библиотеку и прямо заявил, что в ближайшие десять-пятнадцать лет будет заниматься оккультизмом. Писатель-фантаст и литературный критик Деймон Найт предположил, что Форт, не имея интеллектуального фундамента, написал книги в соответствии с веяниями своего времени, пытаясь уложить свои личные «странные» взгляды в целостную теорию; другого образца реализации неортодоксальных взглядов у него попросту не было. Если бы книги дошли до печатного станка, по словам биографа Джима Стейнмейера, Форт пополнил бы ряды писателей-чудаков, таких как Делия Бэкон (доказывавшая, что пьесы Шекспира были написаны Бэконом) или Игнатиус Доннелли (с его книгами об Атлантиде). По воспоминаниям Драйзера, Форт в тот период дружил с молодым франко-итальянцем Бизозером, который изобрёл язык наподобие эсперанто.
Получив наследство, Чарльз Форт по пять дней в неделю посещал публичную библиотеку, просматривая подряд все журналы по разным отраслям науки, в поисках разнообразных аномалий. Все выписки делались на бумаге плотных сортов, разорванных по линейке на небольшие карточки, обычно форматом 1,5 × 2,5 дюйма (3,8 × 5 см). Они заполнялись строго по диагонали чрезвычайно плотным почерком с аббревиатурами. Если заметка была особо важной, она могла достигать целого листа, сложенного по указанному формату. Коробки с этими заметками занимали целую комнату. Придя из библиотеки, Чарльз разбирал и сортировал заметки и обрабатывал данные. По вечерам они с Анной гуляли и неизменно посещали кинематограф. По воспоминаниям Анны Форт, за всю жизнь они единственный раз побывали в театре — на «Аиде» в Метрополитен-опера.

### Писатель (1919—1932)

#### «Книга проклятых»
В переписке с Теодором Драйзером сохранилась записка Ч. Форта от июля 1918 года, в которой он экспрессивно заявлял, что «открыл Z». Собственно, это и было отправной точкой для работы над новой книгой, которая стала основной в творчестве Форта. В марте 1919 года рукопись «Книги проклятых», как назвал её Чарльз, была отправлена Драйзеру, который уверенно заявил, что она непременно будет опубликована. Уверенность ему придавала смена издательства: фирма Boni & Liveright увеличила ему роялти и бралась переиздать все произведения. Соответственно, он заставил владельца издательства напечатать «Книгу проклятых», пригрозив, что передаст свой новый роман другой фирме. В апреле 1919 года контракт с Фортом был подписан, и Драйзер утверждал, что со временем выйдут в свет также «X» и «Y». Автор получил сигнальный экземпляр в сентябре; книга поступила в продажу 1 декабря. Публикация вызвала сильное раздражение журналиста Генри Менкена, который писал, что книга Форта — общее для той эпохи проявление «ненависти низшего человека к знанию», наполненная «невежественными суевериями». Это сильно осложнило их отношения с Драйзером, у которого Менкен осведомлялся, неужели Форт сам верит в то, что скрывается под обложкой «Книги проклятых». Не оценил он и того, что издательская реклама именовала «сардоническим юмором» (впрочем, по этому поводу недоумевал и глава рекламного отдела издательства Boni & Liveright). В ответ Т. Драйзер назвал Форта «великим мыслителем, обладающим глубоким и циничным юмором». Заинтересовала книга и писателя Бута Таркингтона, который купил её по ошибке, приняв по названию за детектив. Реклама в прессе связывала «Книгу проклятых» с сенсациями того времени о строительстве новых каналов на Марсе и о том, что Маркони якобы уловил с Красной планеты радиосигналы. Положительной была и рецензия «New-York Tribune», обозреватель которой, признавая, что Форт издевался над наукой, полагал, что накопленные им факты должны привести к весьма фундаментальным дискуссиям. Некоторые обозреватели отмечали, что Форт «аккуратно отвергал дарвинизм». В рецензии журнала «Учитель математики» педалировалось авторское утверждение, что современная наука превратилась в «элитистский клуб ортодоксов», а книга была обозначена как «стимулирующая воображение, безотносительно принятия или неприятия высказанных там идей».
Шумиха, скорее, нравилась Форту, который отчитывался Драйзеру, что в июне 1920 года дал полдюжины интервью, выступал перед школьниками, удостоился разворота в «Sunday World» и сдержанно-позитивной рецензии в «Популярной астрономии». Чарльз не без смущения писал, что религиозные фундаменталисты стали восхвалять его книгу, осуждая сборник эссе Драйзера «Бей, барабан». Первый тираж разошёлся целиком, и в 1920 году было выпущено второе издание, продажи которого были если не впечатляющими, то принесли прибыль фирме и гонорар автору. Драйзер настаивал на публикации «X» и «Y», однако в то время испортил отношения с директором издательства, да и для самого Форта изложенные в его предыдущих книгах теории уже не представляли интереса. В том же 1920 году рукописи были утрачены. Подробностей не сохранилось, однако по косвенным свидетельствам и позднейшим рассказам Анны Форт, они с Чарльзом рассорились настолько серьёзно, что он ушёл из дома, а она сожгла все рукописи, которые нашла в его кабинете, включая 40 000 карточек с выписками о необъяснимом. На следующий день он вернулся, но потеря оказалась невосполнимой. К этому же времени относился скандал между Чарльзом Фортом и библиотекарем Эдмундом Пирсоном, поскольку автор «Книги проклятых» требовал изменить положение своего труда в библиотечном каталоге, в котором тот был отнесён к «Эксцентрической литературе». Форт, очевидно, был убеждён в респектабельности своей деятельности.

#### Лондон. «Новые земли»

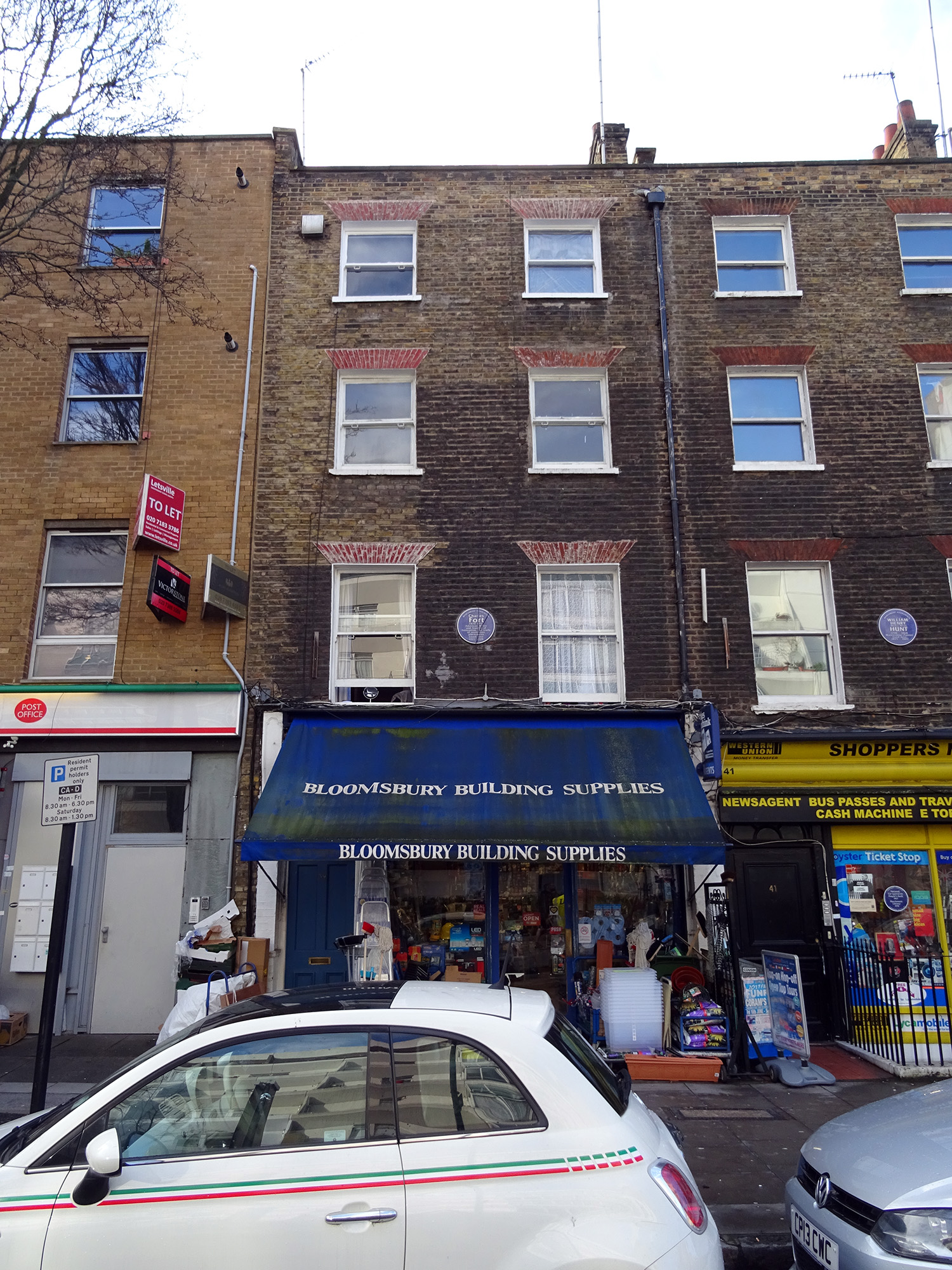
Дом Чарльза и Анны Фортов № 39 на Марчмонт-стрит в Лондоне. Между окон — мемориальная доска. Фото 2018 года

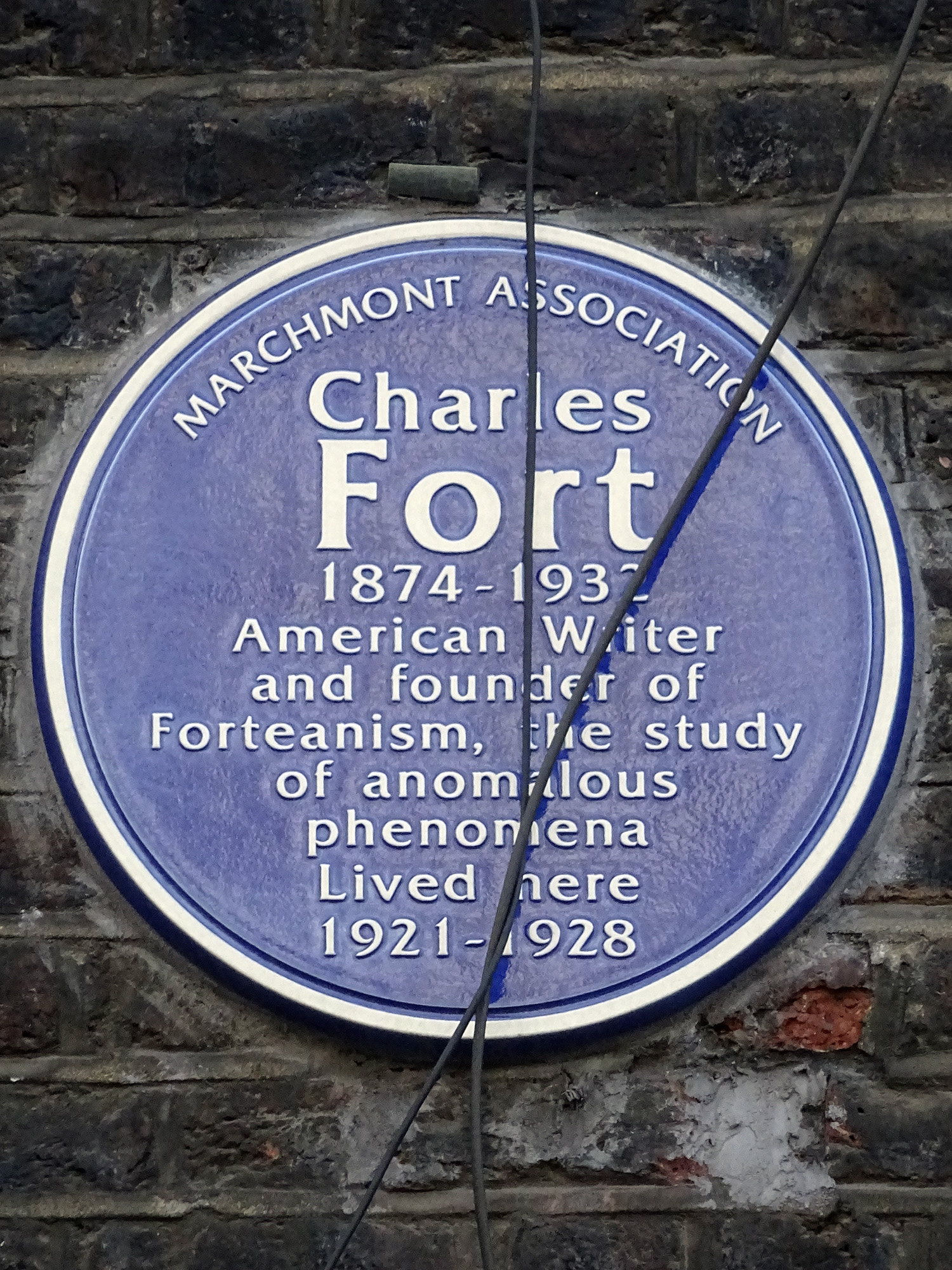
Мемориальная доска в Лондоне

В письме Драйзеру от 7 ноября 1920 года Форт сообщал о сожжении картотеки и ругательном интервью в «New York Tribune» относительно каталога Нью-Йоркской публичной библиотеки. 23 ноября чета Фортов отправилась в Великобританию: Чарльз избавился от всей недвижимости в Олбани и предпринял меры к вложению средств, обеспечивающих ему достойную ренту. О причинах переезда ничего не известно, хотя Лондон был родным городом Анны, в котором она проживала до наступления семи лет. 4 декабря супруги обосновались в снятой ими меблированной квартире по адресу: Марчмонт-стрит, дом № 15, недалеко от Рассел-сквер. Она располагалась близ Британской библиотеки, в которой Чарльз намеревался восстановить картотеку и углубить свои штудии в области непознанного. По воспоминаниям Анны, Чарльз вставал к восьмичасовому завтраку, обедал в полдень, и около двух пополудни отправлялся в читальный зал, в котором работал до закрытия в пять. Записи велись тем же методом на разорванной бумаге привычного Форту формата. После работы Анна и Чарльз четыре или пять раз в неделю посещали синематограф на Лестер-сквер или шли в Гайд-парк пообщаться с интеллектуалами или поучаствовать в дебатах в Уголке ораторов. Анна, которую это не интересовало, бродила по парку, пока Чарльз вёл дружеские споры, но всегда возвращалась за ним к девяти. По вечерам он неизменно читал ей вновь написанное, иногда рассуждал о светилах и показывал во время вечерних прогулок созвездия и планеты. Сохранились январские письма 1921 года, обращённые Драйзеру и брату Раймонду, из которых следует, что Англия Чарльзу не нравилась, и он ссорился с Анной; иногда оба выпивали. 13 июня 1921 года супруги вернулись в Нью-Йорк на пароходе «Финляндия».
Получив предварительное согласие издательства на вторую книгу о непознанном, Чарльз Форт с женой в декабре 1921 года вернулись в Лондон, сняв квартиру на той же Марчмонт-стрит, дом № 39, в арендную плату которой входили услуги горничной. Форт стал капризен: не терпел, чтобы кто-то, кроме Анны, касался его вещей, и привередничал за обеденным столом. Кроме того, он платонически флиртовал с молоденькой продавщицей овощной лавки, расположенной под их квартирой. Однако работа в Британской библиотеке шла по ранее заведённому графику. Основной интерес Чарльза касался выявлению связей между землетрясениями, планетными парадами и явлениями болидов. Накопив достаточно материалов, Форты вернулись в Нью-Йорк в июне 1922 года на борту «Олимпика». Новая квартира располагалась на Сороковой Западной улице, дом № 105. Оттуда рукопись, называемая тогда «Хаос», была направлена Дэвиду Стерну, главному редактору «Camden, New Jersey, Daily Courier». Чарльз колебался, отдать ли ему рукопись в Boni & Liveright, и продолжал работу над текстом. Наконец, в январе 1923 года Драйзер получил краткую записку: «Ещё один». Лайверайт принял книгу, дав ей название «Новые земли», а гонорар позволил поселиться в пентхаусе дома № 1962 по Седьмой авеню.
Новая книга была посвящена разнообразным небесным феноменам, а также истории фатальных просчётов астрономов. Вся вторая половина книги описывала таинственные огни или фигуры, наблюдаемые как на земных небесах, так и на поверхности Луны. Здесь были описаны десятки странных сигарообразных или каплевидных или шарообразных светящихся объектов, а также якобы принятые Лоуэллом и Теслой радиосигналы с Марса, и тому подобное. Возможно, здесь были использованы некоторые идеи ранних книг «X» и «Y»: о том, что египетские пирамиды построила раса сфинксов, или что Каспар Хаузер был посланцем иного мира. Предвосхитил Форт и позднейшую мифологию аномальных зон, предложив идею «Лондонского треугольника», где чаще всего наблюдаются всяческие необъяснимые феномены.
В мае 1923 года Анна и Чарльз в третий раз надолго вернулись в Лондон; рукопись была отдана Boni & Liveright, которые анонсировали выпуск тиража на 8 октября того же года. Однако успеха «Книги проклятых» повторить не удалось, отзывы в прессе, если и были, оказались по большей части дежурными. В «New York Times» рецензент ядовито писал, что «г-н Форт, вероятно, бичует и сдирает кожу с астрономов только из-за того, что они цепляются за свою науку, игнорируя теории г-на Форта». В Лондоне горячим поклонником Форта сделался американский актёр Тиффани Тэйр, который подрабатывал на полставки в книжном магазине. Анна сошлась с соседями — четой Сент-Клеров, а сам Чарльз вёл обычный образ жизни, деля день между Британской библиотекой, Гайд-парком и зрелищами. Другая соседка — актриса, убедила Фортов купить два билета на мюзикл «Розмари» в Театре Вест-Энда. Чарльз пытался рационализировать свой труд и сделал заказ в бюро газетных вырезок, но его в изобилии снабжали материалами о спиритизме, который его не интересовал. Больше повезло с читателями, когда он стал переписываться с «коллегами»: людьми из разных концов мира, которые собирали сведения об аномалиях, и разыскивавших его после прочтения «Книги проклятых». Много лет Форт переписывался с жителями Сан-Франциско — супругами де Форд, писателем Мейнардом Шипли, и Джоном Ридом из Невады, который коллекционировал «неуместные артефакты», наподобие гвоздя, торчащего из куска кварцита или отпечатков копыт коровы на каменных породах. Постоянным корреспондентом сделался и Эдмонд Гамильтон, сообщивший о дожде в Аризонской пустыне, после которого с неба упали лягушата. В 1925 году Форт опубликовал в нескольких газетах Филадельфии, Нью-Йорка и Лондона сообщения, в которых предположил, что светящиеся огни в небесах и таинственные падения предметов могут быть следами пришельцев из других миров. Откровеннее всего было открытое письмо Форта в лондонской «Таймс» от 5 сентября 1926 года. Он заявил, что если Марс обитаем, то отсутствие явного желания марсиан приземлиться в Центральном парке объясняется тем, что они веками поддерживали «оккультную связь» с землянами, если не сказать большего, и предсказывал новую волну наблюдений во время очередного великого противостояния. При этом он остался совершенно равнодушен к так называемому «Обезьяньему процессу».

#### «Вот!»: Лондон — Нью-Йорк

Чарльз Форт в последние годы жизни с изобретёнными им «супершашками»

Из-за поглощённости очередной книгой чета Фортов оставалась в Лондоне весь 1924 год. Весной 1925 года рукопись труда «Skyward Ho!» (изначально название было длиннее: «Snoozers and Saps and Skyward Ho!») была отправлена в Boni & Liveright, которые после восьми месяцев проволочек объявили, что не станут её печатать. Это обескуражило Форта. У него начало ухудшаться зрение, особенно на правый глаз, причиной чего он считал долгие годы напряжённого чтения и писания. В октябре 1926 года лондонское уединение Форта было нарушено Драйзером, который нанёс дружеский визит. Однако только в начале 1928 года Чарльз и Анна вернулись в Нью-Йорк. Они сняли квартиру в доме № 112 по Сто двадцать четвёртой стрит, возобновив привычный образ жизни. Уже в следующем году 54-летний Форт был вынужден прекратить посещение библиотеки: зрение исключало возможность работы. После возвращения он долго избегал писать Драйзеру, так как не имел обнадёживающих новостей. «Чёрный четверг» поверг его в депрессию: Чарльз почти перестал видеть правым глазом, и удручённо писал, что не собирается «жить в темноте». Он начал готовить архив для потомков и финансы для обеспечения Анны. Впрочем, писатель оказался умелым инвестором: после биржевого краха он продал все свои акции и облигации за 12 000 долларов наличными и вложил 7500 в спекулятивные бумаги. Сложнее было привыкнуть к сухому закону: Анна и Чарльз освоили самогоноварение и производство домашнего пива, поскольку употребляли его каждый день. Анна купила двух попугаев по кличке Пегги и Шеф, вызывавших неудовольствие Чарльза грязью, шумом, и тем, что портили мебель. Перестав ходить в читальный зал, он занялся усовершенствованием так называемых «супершашек» — настольной игры, которую изобрёл ещё в Лондоне. В ней были задействованы около 400 фишек, доской для которых служила целая размеченная скатерть с 1600 квадратов. Свою игру он анонсировал в газете «New York Sun», подробнее разъяснил в письме Эдмунду Гамильтону, пытался приохотить к ней соседей и приятелей, но в конечном счёте, по-видимому, так и остался единственным человеком, который «понимал, как в это нужно играть, и почему это интересно».
Далее Анна и Чарльз переехали в Бронкс, в трёхэтажный дом № 2051 по Райер-авеню близ Великого Бульвара, плата за квартиру в бельэтаже составляла 60 долларов в месяц. Их соседями было семейство домовладельца и пожилая итальянская пара Винсенте и Анны Ламура. Чарльз набрасывал рассказ о домашних попугаях, а также пытался синтезировать в форме новеллы автобиографию и свои справочники о сенсациях. Тем временем, переехавший в Америку Тиффани Тэйр стал успешным литературным менеджером и сам в 1930 году напечатал роман-бестселлер. Он возобновил общение с Фортом, и оставил описание его обиталища: кабинет хозяина выходил на внутренний двор и был темноватым. Стены были украшены наборами сушёных пауков и бабочек под стеклом в рамах, рядом помещались фото градины размером с бейсбольный мяч и образец некой грубой ткани, напоминающей асбест, выпавшей с неба на поле в несколько акров. Тэйр смог пристроить рукопись «Skyward Ho!» в фирму Claude Kendall, поскольку тамошний менеджер Аарон Зусман был его бывшим сотрудником, и ему действительно понравилась книга. Однако возникла проблема с заглавием, которое не было подходящим для коммерческого издательства и могло вызвать путаницу. Наконец, Т. Тэйр предложил междометие «Lo!» («Вот!»), поскольку на жаргоне астрономов этим возгласом при визуальных наблюдениях обозначалась искомая точка.
Среди многочисленных фобий Чарльза Форта была нелюбовь к телефонам: по собственным подсчётам, он звонил менее двадцати раз за всю свою жизнь. Редактору Зусману приходилось отправлять ему телеграммы или лично ехать на метро в Бронкс, впрочем, он любил уют семейного гнезда Фортов. Анну он описывал как «суетливую, но боевую хозяйку», которая умела внушить гостю благодарность за визит к ней. Форт был к ней очень нежен, да и вообще у него оказался мягкий характер, басовитый голос и изысканные манеры; Зусман сравнивал его со Швейцером или Эйнштейном. Книгу было решено печатать с суперобложкой, иллюстрациями Александра Кинга и введением Тиффани Тэйра. Это последнее было высокопарным, Форта именовали «инакомыслящим одиночкой», обладающим «демоническим» умением отбрасывать всю самодовольство и напыщенность «официальной науки». Чарльз не удержался и написал «Элсворту» (он называл Тэйра средним именем, ибо «женского» имени Тиффани не понимал ещё с лондонского знакомства), что «заинтересовался персонажем по имени „Чарльз Форт“, и прочитав вступление, пожалуй, прочитал бы и всю книгу», однако тот совсем не похож на реального Форта, «у которого пивное брюхо, который намазывает сыр на крекер, и вечно бранит попугая за то, что тот грызёт мебель». Только после этого Чарльз решился написать Драйзеру, который тоже поселился в Нью-Йорке. Он сообщил свой адрес, упомянув, что каждый вечер гуляет с Анной, и ходит в кино, но около половины девятого уже дома, и завлекал домашним пивом от супруги, которое, по его словам, не уступало дорогим сортам. Драйзер так и не решился доехать до Бронкса, но пригласил Форта к себе: у него обедала Лиллиан Гиш, которая была одной из любимых актрис писателя. Впрочем, общего языка они не нашли.
Тиффани Тэйр, главным образом, с целью повышения продаж новой книги Форта, решил создать «Фортовское общество», идея которого была предложена редактором Philadelphia Record Дэвидом Стерном ещё после публикации «Книги проклятых». Неологизм Fortean был предложен в рецензии Бена Хекта ещё в 1920 году. Чарльз Форт не скрывал скептицизма, указывая в письме Тэйру, что новая организация привлечёт именно тех, кого он лично не переносил: разнообразных фундаменталистов и спиритуалистов, что приведёт к слишком большим репутационным издержкам. Чарльз всё ещё надеялся быть признанным на уровне «большой науки». Драйзеру он писал, что не желает вступать в общество собственного имени, хотя отдавал должное предприимчивости «Элсворта» Тэйра, которому тогда было 29 лет. Параллельно и Драйзер скупил большое количество книг Форта, рассылая их друзьям и коллегам, у которых они, согласно его мнению, должны были найти достойный приём. 26 января 1931 года Тэйр всё-таки завлёк Форта на учредительное собрание Фортовского общества, на котором присутствовал и Теодор Драйзер, и множество журналистов. Все присутствующие получили по экземпляру «Вот!», а Т. Тэйр произнёс речь, призывая продвигать труды Форта, поскольку они «препятствуют догматизму и поощряют скептицизм». Впрочем, он не стал скрывать, что сам Чарльз Форт настроен против этого предприятия и опасается, что его станут эксплуатировать. Драйзер рассказал, как сумел пробить публикацию «Книги проклятых» и хвалился, что вскоре Герберт Уэллс выскажет мнение по поводу трудов Чарльза Форта. Сам виновник торжества отмалчивался, но весь вечер не выпускал из рук вручённый ему экземпляр книги. Отзыв от Уэллса действительно пришёл, но был совсем не таким, на какой рассчитывал Драйзер. Английский писатель вернул отправленный ему экземпляр «Вот!», сообщив, что выкинул «Книгу проклятых» в мусорку. В частном письме к Теодору Герберт откровенно назвал Форта «проклятым занудой», который пишет, «как пьяница под мухой». Крайнее раздражение Уэллса вызвало понятие «ортодоксальной» науки, ибо «наука — это нескончаемый процесс исследований, какая, чёрт возьми, в них может содержаться ортодоксия?!» Далее он призывал распустить Фортовское общество. Тем временем, благодаря газетной шумихе и усилиям Т. Тэйра и его коллег, тираж «Вот!» вполне уверенно раскупался, хотя бестселлером так и не стал, и был заключён договор на издание в Лондоне. Под влиянием момента Лайверайт выпустил третье издание «Книги проклятых».

#### «Дикие таланты»: последняя книга Чарльза Форта

Теодор Драйзер и Чарльз Форт в поместье Маунт-Киско 4 октября 1931 года

Во второй половине 1931 года Теодор Драйзер обратил внимание, что состояние здоровья Форта явно внушает опасение: он обрюзг и почти совсем перестал выходить из дома. Чарльз признался ему, что посещает специалиста, что было признанием крайней серьёзности ситуации: Форт не признавал медицины и никогда не обращался к врачам. Он не сообщал Драйзеру диагноза, но это была лейкемия. В сентябре 1931 года Теодор вытащил друга к себе в загородное поместье Маунт-Киско. Хотя оно находилось всего в часе езды от Манхэттена, закоренелый горожанин Форт выдержал всего одну неделю, после чего вернулся в Бронкс, несмотря на воспоминания окружающих об их интенсивном общении с Драйзером. Все последующие попытки вывезти его на природу неизменно игнорировались. Форт лихорадочно писал свою последнюю книгу «Дикие таланты», полную сведений о полтергейсте, «огнях в небесах», самовозгораниях человека, вампирах, и тому подобном. Эта книга, по предположению Дж. Стейнмейера, была составлена, в основном, из газетного материала, набранного в Лондоне. Возможно, были использованы материалы рукописей «W. W.» и «M & F», упоминаемых в его заметках, впрочем, хватает и заметок из американской прессы, последние из которых помечены декабрём 1931 года.
Несмотря на болезнь, Чарльз вёл обычный образ жизни: писал до пяти пополудни, далее помогал Анне с ужином, но всё чаще отпускал её в кино одну, а сам продолжал сидеть за пишущей машинкой до глубокой ночи. Понимая, что умирает, он отказался от курения и спиртного. Сохранились его дневниковые заметки 1932 года, которые велись на карточках обычного для Чарльза формата:

13 февраля. Я полумёртв, до того ослаб, что не смог пойти погулять на улицу, и чувствую слабость при передвижении до сего дня. Сегодня впервые сел читать.

19 февраля. Не будучи определённо больным, не смог пойти погулять. Не могу курить, ем наполовину меньше, чем обычно, сплю плохо, отказался от пива. «Дикие таланты» продвигаются медленно: я могу делать 4, самое большее, 5-6 страниц в день.

20 февраля. Сегодня закончил «Дикие таланты». Утром не мог больше писать, но не замечаю, чтобы это повлияло на мои способности писателя.
Записи велись и далее, из них следует, что рукопись была отправлена Зусману 29 февраля. Форта беспокоило, что он быстро похудел, и это мешало бриться. Он даже загорелся идеей объединить свои заметки по медицине, которые собирал много лет, и оформить книгу «Медицинский водевиль». 5 марта Зусман подписал контракт, что, судя по дневниковым заметкам, успокоило Форта за будущую судьбу Анны. Он по-прежнему не хотел лечиться, и не собирался отказываться от работы с картотекой. В апреле он больше не мог подниматься с постели, когда его в очередной раз навестил Драйзер, Чарльз спокойно сказал, что ему осталось недолго жить. Он стал испытывать боли, и мог лежать только в одном определённом положении, желудок его больше не принимал пищи, и Анна поила его бульоном. Драйзер посоветовал принимать героин, чтобы уснуть. Когда Форт, наконец, согласился на укол, то с удивлением рассказывал, что впервые за долгое время смог поспать, и пожалел, что не обратился к наркотикам раньше. 2 мая 1932 года Анна Форт вызвала скорую помощь, поскольку он впал в бессознательное состояние. Форта доставили в Royal Hospital. 3 мая Зусман принёс в палату сигнальный экземпляр «Диких талантов», но Чарльз уже не мог взять в руки книгу. Перед смертью он звал Драйзера и просил кого-то прогнать. Сердце Чарльза Форта остановилось за пять минут до полуночи того же дня 3 мая 1932 года. Ему было 57 лет. Похоронами занялся младший брат Раймонд Форт, приехавший из Олбани; панихиду провели в местном похоронном бюро, пришли несколько человек — друзья, соседи и поклонники книг Чарльза. Был и Теодор Драйзер, который смог произнести только несколько слов, назвав покойного «непризнанным гением». Впрочем, в некрологе, помещённом в New York Herald Tribune, его назвали «социофобом» и «врагом науки», так же был озаглавлен некролог в New York Times (вышедший 5 мая), где сообщалось, что покойный из-за недоверия к науке отказывался общаться с медиками. В том же некрологе анонсировалось начало продаж «Диких талантов». Чарльз Хой Форт был похоронен на семейном участке Albany Rural Cemetery перед могилой младшего брата Кларенса. Рядом оказались погребены его отец, мать и мачеха, осенённые памятником, воздвигнутым в честь деда, изображающим классическую фигуру с венком в руках, задрапированную в мантию. Вдова Форта продолжала переписываться с Драйзером и в одном из писем совершенно серьёзно сообщала, что Чарльз на краткое время вернулся из посмертия, чтобы утешить её после ссоры с престарелой тёткой, и она «не испытывала такой сильной радости ни разу за всю предыдущую жизнь».
За год до кончины Чарльз Форт завещал своё собрание заметок, газетных вырезок и переписки Фортовскому обществу, что оформил простым письмом, так как «в этом вопросе не будет возражающих моей воле». Тиффани Тэйр в мае 1932 года находился в поисках работы в Голливуде, где его разыскала Анна Форт, передав обувные коробки с архивом. Последние заметки мужа она отправила на память Аарону Зусману и Теодору Драйзеру. Тиффани Тэйр в письме от 26 февраля 1935 года извещал Драйзера, что намеревался начать издание журнала Фортовского общества. Главной целью было поддержание коммуникации почитателей Чарльза Форта, а также публикация его нереализованных заметок, чтобы перебить возможных конкурентов, которые стали подражать его книгам. Тэйр хотел вернуть Теодора Драйзера в ряды общества и предлагал ему опубликовать воспоминания о Чарльзе. Драйзер нелюбезно ответил, что рассчитывал ознакомиться с архивом Форта, но Тэйр не ответил на его запросы. В 1937 году Анна Форт попыталась в судебном порядке вернуть архив покойного мужа, так как Тэйр захватил его в собственность, но не успела. Перед смертью (от миокардита 25 августа 1937 года) она отправила оставшиеся у неё фотографии и письма Драйзеру. Похоронили Анну в Олбани рядом с Чарльзом. В 1941 году скончался Раймонд Форт — последний из братьев, на котором род пресёкся по мужской линии.

## Теодор Драйзер и Чарльз Форт

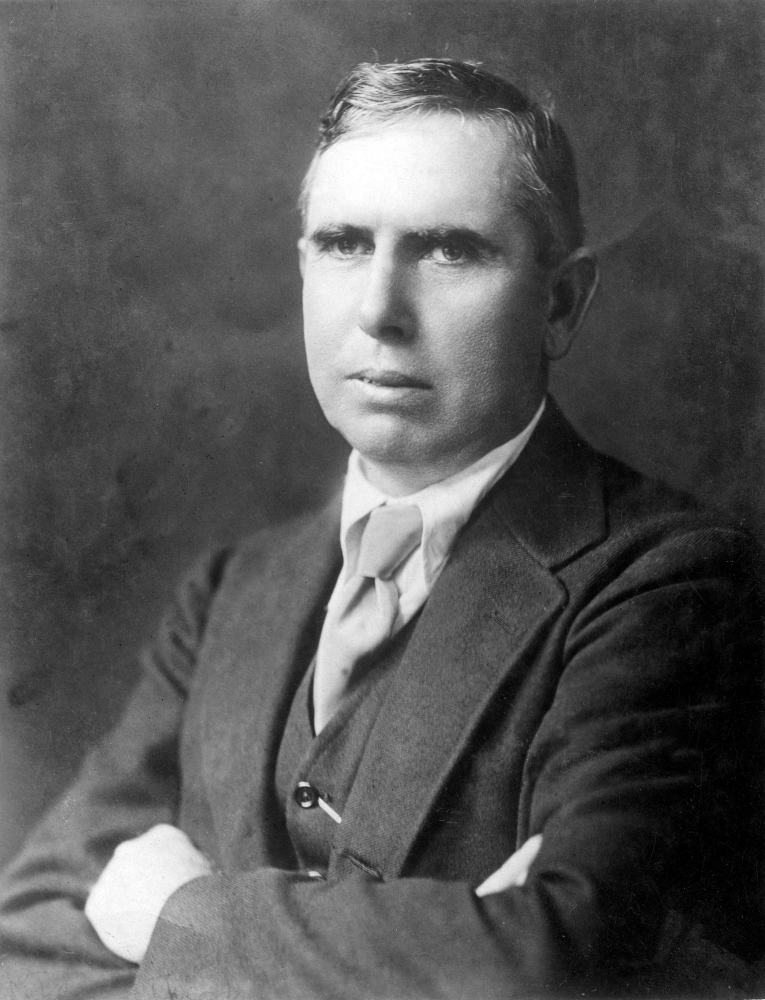
Теодор Драйзер в 1917 году

О роли Теодора Драйзера в жизни Чарльза Форта упоминается в любом серьёзном биографическом исследовании творчества писателя и в справочных изданиях, но, как правило, в пренебрежительном контексте («Драйзер всегда поддерживал „таланты второго сорта“»). Для современников Драйзера его многолетняя дружба с Фортом была родом загадки или «причудой гения»: Генри Менкен в своих воспоминаниях охарактеризовал Чарльза Форта как «мошенника» и «псевдонаучного шарлатана», и ставил в один ряд с гадалкой, с которой Теодор одно время якшался, а философ Джон Поуис рассматривал эту дружбу как проявление «сверхчеловеческой сущности» Драйзера («Всё ненормально, субнормально, сверхнормально. Это немец, который восхищается Россией. Это реалист, который восхищается г-ном Фортом»). Впрочем, по мнению биографа Джерома Ловинга, Драйзера и Форта роднила восходящая к спенсеровской философии «уверенность, что человеческая эволюция достигла лишь своего промежуточного этапа» и общая любовь Теодора ко всякого рода чудакам. В «Драйзеровской энциклопедии» автор Рорк Маллигэн утверждает, что интерес писателя к идеям равно «Христианской науки», Форта, Фрейда и Маркса, объяснялся тем, что «в стремлении поиска ответа на вопрос о тайне жизни он последовательно исследовал все варианты и возможности».
Как минимум однажды труд Форта послужил источником вдохновения для Драйзера: речь идёт об одноактной пьесе «Сон», написанной и опубликованной в 1917 году. В неопубликованной автобиографии Драйзер писал, что его глубоко потрясла идея Форта из его рукописи «X», что «существующее человечество с его мыслительной деятельностью — не что иное, как эманация некоего космического разума». Раздумывая над этой темой в течение нескольких месяцев, Драйзер увидел сон, который быстро записал и положил в основу пьесы. Согласно исследовательнице Кейт Ньюлин, автор структурировал сценическое действие по «Толкованию сновидений» Фрейда. Главный герой пьесы — профессор химии Джордж Сайферс — обсуждает с коллегами-скептиками идею того, что все люди — «только часть невидимого психического тела, в организме которого каждое сознание функционирует так же, как каждая живая клетка в нашем организме». Это психическое тело он называет «X», и утверждает, что наше существование — всего лишь эманация, направленная куда-то, и прямая аналогия — киноэкран, на котором появляется движущееся изображение. Земля служит экраном космического «фильма», транслируемого неведомо кем неведомо для кого. Раскритикованный и названный «занудой», Сайферс идёт домой, и, засыпая, рассуждает о том, что уверен, что является всего лишь грёзой, движущейся картинкой на экране мирового эфира. Далее он пробуждается посреди битвы, и пытается спрятаться от преследующих его солдат. Битва — это проекция его спора с коллегами. Когда его расстреливают, он бросает вызов солдатам, утверждая, что они не настоящие, а реален только он сам. Однако испытывая боль в пронзённом пулями теле, он разуверяется в своей теории и умирает, но перед этим слышит, как один из его палачей ставит экзистенциальную дилемму: «Быть может, ты проснёшься в другом мире, но останешься мёртвым для этого». Главный конфликт сводится к тому, что пробуждённый Сайфер не может понять, пробудился ли он в «реальности», совпадающей с бытием, либо остался грёзой в чьём-то уме. «Безумная» идея Форта позволила в данном тексте примирить присущий Драйзеру мировоззренческий пессимизм и его эмоциональное желание постигнуть организующий принцип бытия, составляющий главную его философскую тайну.
Рорк Маллигэн рассматривал 27-летнюю дружбу Драйзера и Форта как глубинное выражение параллельности их жизненных путей, ибо оба родились в 1870-е годы, пережили тяжёлые испытания в раннем возрасте, почти одновременно обратились к журналистике и художественной прозе, отличались разнообразием интересов и страстью к философским умозрениям. Драйзер, по-видимому, принял и базовые идеи Форта, которых Р. Маллигэн насчитывал три: во-первых, необъяснённые явления случаются каждодневно, но игнорируются учёными, ибо не вписываются в теории; во-вторых, в основе мира лежит всеединство, не могущее быть рационально познанным; в-третьих, изучение необъяснённых явлений позволяет постигнуть единство в кажущемся хаосе. Известный параллелизм жизненных путей Драйзера и Форта отмечал и валлийский писатель-документалист Майк Даш, который подчёркивал, что глубокий интерес к мистике проявился у Драйзера, когда тот был в отчаянии после неудачи с романом «Сестра Керри», даже обратился к астрологу. М. Даш заявил, что Драйзер принял идеи Форта из-за приверженности обоих спенсеровской философии, но в их отношениях личный элемент всегда господствовал над мировоззренческим. После кончины Форта Драйзер не общался с Т. Тэйром и не принимал участие в работе «Фортовского общества».

## Чарльз Форт — беллетрист

Суперобложка первого и единственного издания «Производителей изгоев» 1909 года

### Автобиография
Редактор произведений Форта, выступающий под псевдонимом «мистер X», отмечал, что «Много частей», как была озаглавлена автобиография, является самым малодоступным из произведений писателя. До конца XX века материалы автобиографии использовались только в книге Деймона Найта «Чарльз Форт: Пророк необъяснимого», а сам «мистер X» отыскал фотокопию машинописи из архива Тиффани Тэйра лишь в 1989 году. Особенностью этого текста являлся его личный, интимный характер, вдобавок, в момент написания все упоминаемые в тексте лица были живы. В послании Т. Тэйру от 6 ноября 1929 года Ч. Форт датировал автобиографию промежутком 1899—1905 годов, обозначая работу над ней как мучительное преодоление ситуации, в которой «метафизик сдерживал писателя». В сохранившемся тексте (обрывавшемся на странице 261) автор-рассказчик именует себя в первом лице множественного числа «Мы», а всех здравствующих родственников маскировал неопределёнными обращениями. Биологическая мать Чарльза вообще не появляется на страницах рукописи и никак не обозначается, вторая жена Чарльза Форта-старшего — Бланш — именуется «мачехой», к отцу прилагается местоимение «Они», братья Рэймонд и Кларенс предстают под именами «другой» и «младший». Газета Albany Argus названа «Демократом». Тиффани Тэйр, по-видимому, пытался подготовить рукопись к публикации, но многие его отождествления оказались ошибочными, хотя он смог прокомментировать два эпизода, связанных с разрывом Чарльза Форта с его семейством. Впрочем, Тэйр так и не собрался навестить его родню в Олбани и работа над текстом осталась незаконченной. Чтение текста затруднено тем, что Форт не пытался реконструировать событийный ряд своей жизни, он стремился представить собственные переживания в присущем ему литературном стиле. Сохранившаяся рукопись повествует о годах детства и юности, название её, вероятно, восходит к комедии Шекспира «Как вам это понравится» (акт 2, сцена 7, строка 142).

### Ранняя новеллистика
Ранние рассказы Чарльза Форта никогда не публиковались в сборниках, не перепечатывался и его единственный роман. Профессиональные литературоведы не занимались их исследованием; некоторые сведения содержатся только в биографиях писателя. К новеллистике как профессиональному занятию он обратился в 1905 году, когда отчаянно нуждался в заработке. По мнению Дж. Стейнмейера, некоторые сюжеты и мотивы его рассказов, опубликованных в этом году, были переработанными фрагментами автобиографии «Много частей». Например, два рассказа, напечатанные в Popular Magazine, были юмористическими сюжетами о городских мальчишках, которые попадают во всякие курьёзные истории в сельской местности. Одним из наиболее удачных являлся рассказ «Как я попал» для Brooklyn World, сюжет которого касается отношений рассказчика-критика с плохой актриской-любительницей по имени Мадлен Фирскейп. Появился и сквозной персонаж нескольких новелл — небрезгливый репортёр по фамилии Фрейхейзен, который проповедует, что «газетчик должен быть стоградусным циником, чтобы всё знать, всё видеть и везде пролезать». При этом Форт избегал обычных для газетной беллетристики того времени нравоучений или традиционных счастливых концов. Действие рассказа «Тайна в музее» происходило в Американском музее естественной истории. Сюжет строился вокруг обычных людей с улицы, которые забрели поглазеть на экспонаты; рассказчик несколько наивно комментирует увиденное, больше интересуясь дамами и девицами, чем содержимым витрин. Далее он хочет остаться в здании на ночь, чтобы ограбить экспозицию драгоценностей. Однако на него нападает «призрак», разъясняемый в последнем предложении: герой попал по недосмотру на выставку медоносных пчёл.
Откровенно фантастическим был сюжет рассказа «Великий план Джеда», опубликованного в майском номере Argosy. Завязка сюжета такова: местный фермер-лентяй явился в лавку, где попытался расплатиться за пачку пятицентовых крекеров пятисотдолларовой купюрой. К ужасу соседей, он научился придавать мордам своих свиней человеческий вид, и стал их продавать циркам и паноптикумам по всей стране. «Одним из самых странных» Дж. Стейнмайер называл рассказ «Как дядя Сэм потерял шестьдесят четыре доллара». В основе него, вероятно, лежало гротескное истолкование собственного путешествия Форта. По сюжету, чудаковатый житель Нью-Йорка Саймон Бобблс намеревается навестить друга в Сан-Франциско. Денег у него нет, и тогда он лепит на лоб двухцентовую марку, пишет адрес на пальто и садится на почтовый ящик. Почтальону он заявляет, что так как является почтой, то не может говорить и передвигаться: тому приходится тащить Бобблса в почтовое отделение. Когда Саймона всё-таки доставили в Калифорнию, его друга попытались заставить оплатить дополнительные расходы в 64 доллара, на что тот утверждает, что Бобблс не стоит таких денег. Тогда Саймона вернули в бюро писем почтового офиса, где служащий обнаружил на подкладе его пальто обратный адрес, и возвращает Бобблса в Нью-Йорк. В финале тот резюмирует, что всегда можно найти способ исполнить задуманное. В New York Evening Post был опубликован рассказ «Разгадка тайны скотоводства», написанный по впечатлениям о пересечении Атлантики на борту скотовоза. Изложение там ведётся от первого лица, и рассказчик использует профессиональный жаргон. Интрига разворачивается вокруг того, что перевозимая скотина необъяснимо напугана, бодается, пытается прорвать ограждения и броситься за борт. Виновным оказывается один из сопровождающих погонщиков, у которого имеется яркая красная рубашка. Именно диалоги этого рассказа и привлекли Теодора Драйзера.
По мнению редактора электронных изданий произведений Форта, выступающего под псевдонимом «мистер X», истинной причиной, по которой Форт и его последователи не пытались переиздавать рассказы, являлось то, что у автора не осталось их копий в любом виде: Анна сожгла все рукописи, а не только картотеку. Чарльз, вероятно, не желал признаваться в причинах утраты, и при этом не испытывал желания или потребности восстановить данную часть своего архива. Его книги о непознанном ориентировались на иной круг читателей, нежели ранняя беллетристика. В электронном переиздании 1998 года «мистер X» поместил 29 новелл, опубликованных в разных СМИ в 1905—1907 годах, за исключением одного рассказа, машинопись которого, датированная 1910 годом, была обнаружена в архиве. Частично сохранилась машинопись ещё одного рассказа, но её не стали оцифровывать. Вполне возможно, что существовали и другие произведения малой формы, опубликованные анонимно, или затерявшиеся в редакциях. Кроме того, в переписке упоминаются четыре новеллы, известные только по названиям.

### «Производители изгоев»
Действие романа «Производители изгоев» разворачивалось в многоквартирном доме в Нью-Йорке. В начале действия выходец из сельской глубинки по имени Сайм Рейкс снимает комнату в грязном доме с видом на Палисады. Он хочет наняться в Universal Manufacturing Company, убеждаясь, что она располагается в том же доме, в комнате на первом этаже. Здесь он встречается с главой фирмы — «луноликим» Айзеком Бертуистлом и его женой-домработницей Делией, говорящей с ирландским акцентом. Болтливая горбунья мисс Гаффи и медлительный Эсбери Паркер, который сидит за пишущей машинкой, а также племянницы миссис Бертуистл составляют круг основных героев романа. Фирма ничего не производит, только рассылает каталоги самого разнообразного хлама, заказы на который размещает в McGuire Supply Company, получая ничтожную прибыль с разницы. Бертуистл при этом искренне считает, что владеет процветающей компанией. Призывая всех работать, он быстро перебирается на диван, где играет с котёнком или просто лежит, глядя в потолок, сложив большие и указательные пальцы так, что они образуют ромб. Когда каким-то чудом приходит огромный заказ, Бертуистл глупо тратит деньги, и через месяц фирма разоряется. Чету выселяют, миссис Бертуистл вынуждена устроиться в прачечную, остальных сотрудников как-то пристраивают соседи. Пережив ночёвки в парке, работу по погрузке брёвен в порту, Бертуистл всё-таки открывает заочную школу торговли по почте и вновь утверждается в офисе своей фирмы, поскольку домовладелец намерен баллотироваться в муниципальный совет, и нуждается в рекламе.
По словам Дж. Стейнмейера, «Производители изгоев» — неровный роман. Диалоги его вязкие и скучные, а сюжетная линия не проработана. Сайм Рейкс, от лица которого должно вестись повествование, быстро становится второстепенным персонажем, а изложение ведётся от третьего лица. После ареста мисс Гаффи (которая присваивала арендную плату) о ней забывают все персонажи, и, кажется, сам автор. Действие хаотично, описания зачастую перебивают повествование и подчас являются «странными». Есть отвлекающие детали: в финале одной из глав Бертуистл уходит из дома, но в следующей главе возвращается, и это ничего не добавляет к сюжету. В то же время многие автобиографические детали «убедительны», как и диалоги о бедности или реплики соседей в сцене выселения Бертуистлов. В целом, рецензентами роман был замечен, но восторгов критиков не вызвал. The Springfield Union отмечала, что логика действия совершенно непонятна, но текст при этом демонстрирует глубокое знание жизни его автором. Обозреватель Louisville Courier-Journal был раздражён «дилетантизмом» литературной техники, особенно странными метафорами и повторяющимися словами, которые счёл неудачной попыткой добиться эффектности. Впрочем, и он признавал, что некоторые сцены романа оказались по-настоящему яркими. В Atlanta Georgian отметили, что «Чарльз Форт чувствует, что написание текста полными фразами устаревает». The New York Times похвалила «умные» диалоги, но рецензент подсчитал, что в 330-страничной книге описания составили не более пяти страниц, и само действие названо «реалистическим до крайней степени». Впоследствии Деймон Найт счёл, что романное действие больше всего напоминало «театр марионеток в обувной коробке, где куклы сшиты из лоскутков, а глаза у них из пуговиц». Энтони Баучер сетовал на забвение романа, так как это сугубо реалистическое жанровое повествование сильно опередило своё время. Роман Форта гораздо ближе по стилю и тематике к Рингу Ларднеру или Синклеру Льюису, «нежели это было возможно для среднестатистического писателя 1909 года». Теодор Драйзер также считал роман хорошим, но полагал, что Форт не сумел потрафить вкусам своего поколения, ибо действие не имело намёков на романтизм, социальное реформаторство или вопросы половой морали.

## Интеллектуальная деятельность

### «Фортеанство»: общие положения
В 1950-е годы Мартин Гарднер в монографии «Обман и чудачества под видом науки» откровенно писал, что деятельность поклонников и последователей Форта более всего ему напоминала «культ Шерлока Холмса», когда «иррегулярные с Бейкер-стрит» притворяются, что Холмс был реальной личностью. Так же и участники Фортовского общества «продолжают изощряться и притворяться, что самые дикие предположения Форта, скорее всего, верны». Взгляды Форта, выраженные в его книгах, не образуют стройной системы, в первую очередь, это касалось космологии. Мироздание, описанное в «Книге проклятых» и «Новых землях», предполагает неподвижную Землю, окружённую некой желеобразной оболочкой, сквозь отверстия в которой виден мировой свет, предстающий глазам наблюдателей как звёзды; туманности — это взвихрения в указанной оболочке. Туманность Конская Голова — это «суперсталактит» в оболочке. Метеоритные бомбардировки отрывают части вещества этой оболочки, чем и объясняются выпадения желеобразной субстанции на поверхность Земли. Ещё выше находится Суперсаргассово море с островом, названным Генезистрин. Из этих областей происходят различные предметы и живые существа, тысячи свидетельств о падении которых с неба были собраны Фортом. В основе личных убеждений Форта, по мнению Гарднера, лежало гегельянство, то есть несовпадение истинного и наблюдаемого бытия, в котором глубинное всеединство удерживает все, даже несовместимые между собой, явления. Это описывалось метафорой «жуков и мышей, которые потребляют различные сорта универсального сыра». То есть существует высшее конечное бытие, которое есть истина. Всё остальное — это только «болотные огни, полуправда и призрачные отражения». Отсюда многочисленные ряды оксюморонов в описаниях Форта: «реально-нереальное», «вероятно-маловероятное», «материальное-нематериальное», «растворимое-нерастворимое», и так далее. Самой уязвимой стороной «фортеанства» является полное пренебрежением понятием верификации научной теории и отсутствие всякой попытки определения достоверности сообщаемых фактов.
Историк науки Шарлотта Слэй, ссылаясь на собственные слова Чарльза Форта, утверждала, что тот был «не большим фортеанцем, чем, например, лосем» (цитировалось Д. Найтом). С её точки зрения, современное исследование творчества Форта должно основываться на его критической позиции в отношении науки, не фокусируясь на бессвязных каталогах странных явлений. «Причин нелюбви историков и литературоведов к Форту три: он был неоригинален, являлся презренным одиночкой или просто сумасшедшим». Не случайно раздражение Форта против библиотечных классификаций (хотя он предложил собственную для ориентирования в собранных им самим данных). По словам Ш. Слэй, его сочинения «…ненаучные, но не являются мистическими. Они не персоналистские, но и не имперсональные. Это не проза и не поэзия».
Джек Хантер (Бристольский университет) осуществлял антропологический анализ «фортеанства» через термин «сверхъестественные явления», ибо данное понятие предполагает существования «нормального», естественного порядка, в котором все вещи во Вселенной связаны друг с другом объективно существующими регулярными отношениями, именуемыми законами. В этом отношении Форт отвергал сверхъестественное, поскольку декларировал неубеждённость в существовании физических законов, выявляемых позитивной наукой. Фундаментальным для декларируемого Ч. Фортом мировоззрения был радикальный скептицизм в отношении культурных доминант, в число которых он равно включал религию и науку. Это он называл «интермедиатизмом», утверждая, во-первых, всеединство и взаимосвязанность всех явлений во Вселенной, а также равновероятностное положение реального и нереального в нашей системе представлений. Форт заявлял, что религия утверждает веру в высшее существо, а наука — в высшее обобщение, но функционально они едины, так как «подавляют магию». Под этой последней Форт разумел необычайные человеческие способности к ясновидению, медиумов, стигматы, и тому подобное. В этом отношении он напоминал социально-культурного антрополога Э. Э. Эванс-Причарда, который после изучения народа азанде Северного Судана в 1937 году пришёл к выводу, что у первобытных народов нет разделения на «естественное» и «сверхъестественное», и колдовство для них — часть «нормы», а не экстраординарное событие. В книге «Вот!» Чарльз Форт постулировал, что проявления «магии» в значительной степени зависят от психологических, социальных и культурных факторов. Форт близок позиции антрополога Эрнесто де Мартино, утверждавшего культурную обусловленность паранормальных явлений, и сам обратился в «Диких талантах» к исследованию влияний религиозной веры на проявление определённых психических явлений (в Лурде). Магия рассматривается не в связи с идеологией, а как естественное проявление глубинного всеединства в «квазиреальности», образуемой набором представлений. Часть пассажей из книг Форта можно интерпретировать как его приверженность панпсихизму, точнее, идее, что материя и сознание эволюционировали совместно и фундаментально взаимно определяют друг друга. Фортовский интермедиатизм служит дезавуированию метафизических спекуляций и онтологической определённости, присущей позитивистскому материализму.

### Чарльз Форт, естествознание и общественная среда его времени
Я думаю, что мы — имущество.

Я бы сказал, что мы кому-то принадлежим.

Что давным-давно эта земля была ничейной землёй, что иные миры исследовали её, и основывали колонии, и сражались между собой за право собственности, но теперь ею кто-то владеет.

Что эта земля частная собственность — и остальных просят вон.

Ничто в наше время — может быть, хотя я вспоминаю некоторые имеющиеся у меня заметки… — не появлялось на этой земле так же открыто, как Колумб высадился на Сан-Сальвадоре, или как Гудзон проплыл по своему заливу. <…> Я подозреваю, что в конечном счёте мы полезны — что конкурирующие покупатели пришли к соглашению, или что кто-то получил на нас законные права, захватив нас силой или расплатившись иномирным эквивалентом стеклянных бус с более примитивными владельцами, — и что это, может быть, уже века известно на этой земле некоему культу или ордену, члены которого по отношению к остальным исполняют роль баранов-вожаков или рабов-надсмотрщиков, направляя нас в соответствии с полученными инструкциями — полученными Откуда-то — ради нашей таинственной полезности.
Согласно Ш. Слэй, «Книга проклятых» построена на чередовании подборок тех или иных странных фактов и резких выпадов в адрес науки. Здесь хватает эксцентрики, в частности, выделяется знаменитый пассаж из двенадцатой главы, что земляне — это собственность неких инопланетных существ, и постулируется идея палеоконтакта. «Факты» нужны, чтобы обосновать нападки на «научные доминанты». Используемое Фортом понятие «доминанты» в известной степени напоминает современное понятие парадигмы, то есть доминанта — это метод классификации новых знаний и приведение их в согласие с принятыми теориями. «Под разумностью или нелепостью понимается согласие или несогласие со стандартом». Стройнее эти особенности были выражены в «Новых землях», так как в первой части книги содержится последовательная критика науки — на материале астрономии и её познавательных средств. Это является введением ко второй части, где постулируется, что «космические объекты ближе, чем мы думаем». Возможно, Форт намекал и на концепцию плоской Земли или неподвижной Земли. В книге «Вот!» более или менее выдерживается тематика двух предыдущих сочинений Форта, с бо́льшим вниманием к зоологическим феноменам, однако именно в этой книге множество астрономов и физиков названы по именам и против них ведётся адресная атака. В финальной книге «Дикие таланты» астрономическая тематика почти не представлена, больше всего здесь сообщений о различных странных происшествиях, совпадениях при смертях и несчастных случаях, самовозгорания, и тому подобное. Материал этой книги проще объяснить с естественной позиции. Однако Форт утверждал, что за разнообразием «диких талантов» присутствует некий «пси-фактор», утверждая, что религия и наука есть вера в высшее (бытие или обобщение), но они едины в том, что отвергают магию. Форт не утверждает прямо, что солидарен с лозоходцами или изобретателями вечного двигателя, но использует сведения о них, дабы нападать на «высокомерие деятелей науки».
Ш. Слэй заметила, что многолетняя деятельность Форта по сбору данных более всего свидетельствует в пользу его психического заболевания. После уничтожения первой картотеки он собрал вторую, в которой было 40 000 карточек обычного для него формата, газетные вырезки, и корреспонденция от таких же, как он, собирателей сенсаций. В то же время, для этапа становления науки именно подобные бумажные базы данных оказывались материалом для накопления эмпирических материалов. В 1985—2017 годах было выпущено 22 объёмных тома переписки Чарльза Дарвина и в будущем планировалось опубликовать ещё восемь; в корпусе корреспонденции всемирно признанного учёного содержится масса отчётов от коллег-натуралистов или любителей, на которых Дарвин постепенно выстраивал закономерности, приведшие к его эволюционной теории. Объём этой работы вполне сопоставим с проделанной Фортом, и в этом (и только в этом) деятельность Чарльза Форта была вполне совместима с творческой лабораторией популяризатора или даже философа науки. Однако намного продуктивнее рассматривать деятельность Форта в контексте массовой культуры и журналистики его времени — последних десятилетий XIX века и первой трети века XX. В этом плане вполне уместно сравнивать Форта с Лавкрафтом, которых роднил интерес к науке (прежде всего, астрономии), страсть к систематизации данных и написанию странных текстов, так или иначе связанных с потусторонними феноменами. Но в отличие от Форта, Лавкрафт проводил чёткую демаркационную линию между наукой и не-наукой, что и позволило ему ещё в юности публиковаться в Scientific American. Астрономия в США того времени была вполне респектабельным занятием для любителей, существовали ассоциации наблюдателей-любителей, обменивавшихся результатами наблюдений. В 1910—1911 годах были основаны Общество практической астрономии и Американское метеорное общество. Рядом с квартирой Форта в 1927 году открылась Нью-Йоркская Ассоциация астрономов-любителей. Лавкрафт был горячим пропагандистом дешёвых массовых наблюдательных инструментов, утверждая, что с их помощью можно достичь не меньших результатов, чем с профессиональным оборудованием. Форт крайне язвительно именовал телескопы «памятниками миллионеров», а более всего он ненавидел спектроскопы, утверждая, что на основе одних и тех же данных Лоуэлл доказывал существование жизни на Марсе, а его коллеги — отвергали её. Иными словами, наблюдательную астрономию Форт отвергал как эпистемологически несостоятельное занятие, что иллюстрировал историей открытия Нептуна.
Книги Форта были известны в кругу любителей аномальных явлений, но не стали явлением культуры и плохо продавались. По утверждению Ш. Слэй, первый тираж «Книги проклятых» в 1000 экземпляров распродать так не удалось, последующие переиздания появились после успеха других книг Форта. Кроме дорогого издания «Вот!» 1931 года, эта книга печаталась по частям в научно-фантастическом журнале Astounding Stories (в номерах с мая по ноябрь 1934 года), но имела бо́льший успех в Британии, чем в США. Основной аудиторией Форта в Великобритании были представители рабочего класса из промышленных городов северной Англии, имевшие среднее образование. Они выписывали макулатурные журналы из США, а фантастика и параучные книги являлись средством выработки коллективной идентичности этой общественной прослойки. Журнал Британской ассоциации научной фантастики одобрил начало печатания «Журнала Фортовского общества», поскольку Форт указывал на «сверхнормальности, которые должны быть тщательно исследованы наукой».

### Литературный стиль
Проклятыми я называю отверженных.

Мы увидим процессию сведений, отвергнутых наукой.

Батальоны преданных проклятию под предводительством бледных фактов, выкопанных мною из могил, пройдут перед вами. Вы их прочтёте, или они проскользят мимо. Есть среди них страшные, есть горячие, есть и с гнильцой. Есть трупы, скелеты, мумии. Они ковыляют, подёргиваясь на ходу, оживлённые спутниками, заживо преданными проклятию. Есть гиганты, шагающие, не открывая сомкнутых крепким сном глаз. Есть теоремы, и есть обрывки: они пройдут, подобно Евклиду, шагающему рука об руку с духом анархии.
Литературный стиль Ч. Форта Ш. Слэй именовала «странным», поскольку автор явно не считал необходимым обращаться к потенциальной аудитории. Его тетралогия об аномалиях полностью лишена элементов удобопонятного журналистского языка. Автор широко использует безглагольные или безличные предложения, что впервые проявилось в его единственном опубликованном романе, ранних рассказах и неопубликованной автобиографии. Форт любил разрывать строки, так что визуально текст превращался в стихотворение в прозе, часты в прозаическом тексте и ритмические элементы. Темы чередуются, как лейтмотивы в музыкальной пьесе, но общий замысел разворачивается очень медленно, текст «Книги проклятых» критики иногда сравнивали с вязкой массой. Абзацы чаще всего короткие, но оканчиваются тире, а не точкой, то же касается и длинных периодов. Форт не любил умещать одну мысль в предложение или абзац, буквально принуждая читателя продолжать, поскольку невозможно заранее предугадать, будет ли в следующем абзаце подтверждение или опровержение высказанной идее или факту. Эти особенности сильнее выражены в тех частях текста, которые носят аргументирующий, а не констатирующий характер. «Почти невозможно запомнить, к чему относятся те или иные суждения и в каком порядке они расположены». Грамматика Форта условная, для начала рассуждения используется пассивный залог, что далее ведёт повествование в никуда (пример: «Поход обстоятельств, поднимающий пыль подробностей»). В рассуждении, что люди не являются активными субъектами истории, они же оказываются «надеждой» и «поездом, полным жёлтых слизняков». Форт склонен начинать короткие абзацы со слова «Это» или «Что», особенно ярко эта особенность выражена в начальной главе «Книги проклятых». Ш. Слэй даже предположила, что «Шествие проклятых», возможно бессознательно, пародировало стиль Декларации независимости. Впрочем, если законодатель укладывал грамматически все «эти» абзацы в стройный набор самоочевидных аксиом, то у Форта «вброшенные» им яркие суждения не нанизаны ни на что и не имеют выводной части. Возможно и влияние абдуктивной логики, активно используемой Эдгаром По. В этой системе сначала читателю поверяется вывод, сконструированный в воображении, а далее рассуждение идёт в обратном направлении, дабы подтвердить истинность уже известного вывода; но даже в этом случае начально-финальная аксиома Фортом не сообщается. Скорее, он призывает читателя поверить, что сообщаемые факты об аномалиях говорят сами за себя. В «Эдинбургском философском журнале» сообщается, что с землетрясением совпала густая тьма и выпадение чёрного дождя. Как писала Ш. Слэй, «незавершённые» рассуждения Форта доводят условность сообщаемого им знания до «агонии». Его тексты — «сверхъестественная наука не только по содержанию но и по форме».
Ш. Слэй установила, что Форт вовсе не был бесстрастным регистратором, который «просто» переписывал факты. Например, касаясь казуса с «Кардиффским гигантом» (в 1869 году некий фермер, якобы, выкопал 10-футового окаменевшего человека на своём участке в Кардиффе, штат Нью-Йорк), Форт писал, что Барнум, разгневанный тем, что ему отказались продавать этого «гиганта» за 50 000 долларов, заказал реплику, которую выдавал за оригинал, что привело к сомнениям и в подлинности оригинала. Форт утверждал, что копии расползлись по балаганам и паноптикумам всей страны: «репликация стала концом гиганта». Иными словами, главным его методом была сознательная гиперболизация: «повысив голос, устанавливаем тишину». Даже в своих рассказах и единственном романе он расширял метафоры до полного выхода за всякое эстетическое пространство, что достигалось многократными повторами одной и той же метафоры (например, сравнение носа персонажа с горгульей) безотносительно контекста, в которую она помещена. Впрочем, современники находили в книгах Форта большие литературные достоинства, например, Мартин Гарднер обнаруживал в «Книге проклятых» «любопытные» моменты, «мудрость, тонкий юмор и красивые литературные обороты».

### Философский фундамент деятельности Форта
Профессор Университета Райса Джеффри Крайпл определял философско-мировоззренческую основу деятельности Чарльза Форта как радикальный монизм. Лично Форт признавал реальность так называемых «психических явлений» и мог прилагать к своим библиотечным штудиям прилагательное «оккультный», но при этом отвергал спиритуализм, который отождествлял с фундаментализмом. Занимаясь поисками аномалий, Форт придерживался двух основных критериев при работе с периодическими изданиями: во-первых, его интересовали события, происходящие в «обыденной» обстановке, вне любых религиозных контекстов; во-вторых, он, за редкими исключениями, не работал с материалами ранее 1800 года, приняв эту дату произвольно. Никакой позитивной объяснительной модели накопленной им информации он не предлагал. В то же время Дж. Крайпл утверждал, что наиболее ценной в трудах Форта была уверенность, что теологическая догматика и научная методология равно не способны объяснить мир «таким, какой он есть». В его понимании, церковный фанатизм и научная специализация функционально ничем не отличались, так как мешают видеть скрытые связи между различными областями знаний. В остальном Дж. Крайпл именовал Форта «интеллектуально неразборчивым авантюристом», чью деятельность уместно обозначить как «метафизическую журналистику». Несомненно, собирание им картотеки аномалий следует признать разновидностью коллекционирования.
В лексиконе Ч. Форта выделяется понятие «сверх-» или «супер» (используемое необыкновенно часто в произвольных контекстах), которое следует признать центральным в его системе мысли. Содержание его автобиографии, первые наброски которой датированы 1901 годом (заглавие происходило из шекспировской комедии «Как вам это понравится»), свидетельствует, что уже в молодом возрасте Форт не видел принципиальной разницы между описываемой физической реальностью и вымыслом; в этом отношении его раздражало библиотечное разделение художественной и документальной литературы. В одной из рукописей он прямо утверждал, что существует единственно «дефисное состояние правды-вымысла». По мнению Дж. Крайпла, ранняя рукопись «X» должна считаться «чудаковатой, хотя и более конфессионально окрашенной версией мировоззрения, которое в агностической форме будет представлено миру в „Книге проклятых“». Судя по трёхстраничному изложению её содержания в переписке Т. Драйзера, Форт попытался синтезировать социальный дарвинизм Спенсера и монизм Геккеля, предложив понятие «ортогенетической» эволюции, то есть направленной и предопределённой для некой финальной цели. В своей переписке тех лет Форт часто ссылался на «странных ортогенетических богов», которые вмешивались в его личную судьбу; это следует понимать и как личную мифологию, элемент игры, но и выражение несомненной убеждённости в существовании некоего оккультного процесса, властвующего в мире. По-видимому, в «X» ортогенетическая сила представала как зло, и конечной целью существования человечества и каждого отдельного человека называлось «небытие — нирваноподобное состояние, механистическое бессознательное, в котором нет ни счастья, ни несчастья». Отказ Чарльза Форта от этой концепции и уничтожение рукописи были прокомментированы им самим. Он говорил, что «если настолько рационален, что способен осознать неразумность, то почему ощущает ростки просветления и осознания сверхвоображения?» То есть акты сбора информации об аномалиях и её систематизация не являлись проявлением навязчивых состояний или простыми механическими действиями, это была своего рода индивидуальная метапрактика: «систематизация псевдоданных есть приближение к реальности или окончательное пробуждение».
С методологической точки зрения Форт был прежде всего компаративистом. Отбирая данные, которые были, по его мнению, отвергнуты, осмеяны или демонизированы рациональным знанием, Форт рассчитывал, что сможет «нащупать очертания» более всеобъемлющей, и, следовательно, приближённой к истине, картины реальности. Мысль Форта была структурно трансгрессивной. Он исходил из того, что истина находится вне всякой системы, то есть, если любая объяснительная система есть только приближение или частичная актуализация истины, то истину можно постичь, только выйдя за пределы системы, нарушив «надлежащий» порядок вещей. Он откровенно заявлял, что не знает, как выглядит познание нового, но заранее отвергал любую социально санкционированную мудрость, которую отождествлял с механистической философией. В этом плане «Шествие проклятых» может быть истолковано как пророческий текст, оракул. Излагая свой диалектический монизм, Чарльз Форт может быть назван предшественником понятия эпистемы Фуко или différance Деррида, то есть представления о временности и относительности знания и власти. Однако известное сходство (в терминологии Дж. Крайпла) негативно. Форт разделял два Абсолюта — негативный и позитивный — объясняя это через метафоры Ада и Рая. Иными словами, и позитивное знание, и заблуждения, и сознательные подтасовки равно являются проявлениями вселенского всеединства. Не случайно, что допуская немало саркастических выпадов против дарвинизма, в основном Чарльз Форт оценивал эту теорию очень высоко, как намного превосходящую по организованности и последовательности всё, что ему предшествовало. То есть данная теория ближе к истине, хотя её недостатком является отсутствие декларируемой конечной цели эволюции. В дарвинизме Форта не устраивала и однонаправленность прошлого, которое определяет настоящее. Будущее, по Форту, также влияет на настоящее посредством ортогенеза, ибо Земля развивается в соответствии с иммаментным ей планом развития, что он называл Сверхъэмбрионом. Это делает бессмысленным разделение на прошлое, настоящее или будущее, поскольку сверхсостояние, когда-нибудь достигнутое в будущем, действует как некий абсолютный оккультный аттрактор, пробуждая к себе все феномены в прошлом и настоящем. Поэтому понятие телепортации является важным для фортовской системы, ибо посредством этого явления Сверхъэмбрион распределяет вещи по своим местам. Поскольку это явление естественное, оно может не иметь смысла с человеческой точки зрения. Если в библейские времена падение манны небесной могло сильно повлиять на выживание человечества, то во времена Форта это явление никому не нужно, хотя и продолжает наблюдаться. Судя по дневниковым заметкам, в 1928—1931 годах Форт периодически пытался экспериментировать с воздействием своего сознания на окружающую действительность (чаще всего, вызыванием той аномалии, о которой читал, например, полтергейста или красного снега) и подсчитал, что из тысячи попыток полностью успешными были три.
В создаваемом каталоге аномалий Форта интересовали не факты как таковые (сами по себе они бессмысленны), а отношения между феноменами, которые сравнительный метод позволяет выявить. Чарльз Форт утверждал, что «псевдоотношения между вещами, так называемые совпадения», по крайней мере, частично являются выражением вселенского всеединства, его знаками. В этом отношении, по словам Дж. Крайпла, то же самое мог бы сказать Юнг. Тот же Дж. Крайпл, однако, отмечал, что Чарльз Форт в силу воспитания и общественной среды, в которой осуществлялось его интеллектуальное развитие, был религиозным мыслителем. Отвергнув социально организованные системы — как церковную догматику, так и науку, он перешёл в паранаучную сферу, которую сам называл Новой Доминантой. Квантовую физику он открыто называл магией, хотя и не верил в её широкое признание.

## Наследие и память

### Фортовское общество и его наследники
Тиффани Тэйр в сентябре 1937 года начал издание The Fortean Society Magazine, основную часть материалов для которого поставлял самолично. После нескольких выпусков он отказался транскрибировать и перепечатывать картотеку Форта, утверждая, что заметки «написаны карандашом в коде, известном только автору, своего рода личной стенографией». Как установил Деймон Найт, видевший заметки Форта, «они ничем не выделяются, кроме ужасного фортовского почерка, и не содержат никакого кода, за исключением случайных сокращений». После двух выпусков сентября и октября 1937 года, третий последовал только в январе 1940 года, а далее издание перешло в Лондон к Эрику Фрэнку Расселлу. В 11-м выпуске 1944—1945 годов название было заменено на Doubt, а прежнее сделалось подзаголовком. В 1941 году Тэйр выпустил все четыре книги Форта о феноменах в одном увесистом томе, в предисловии к которому охарактеризовал Чарльза как великого мистификатора, который «ни в грош не ставил» всё им описанное, «персону, достойную эпохи Рабле и Вийона». После войны Т. Тэйр вернул контроль над журналом, но воспринимал его как хобби; равным образом, членские взносы в Фортовском обществе обходились его участникам всего в два доллара в год. Тэйр печатал в журнале свои собственные теории (например, что планеты, в том числе Земля, в глубокой древности были кубической, а не сферической формы), был ярым противником вакцинации от полиомиелита и обеззараживания водопроводной воды, однако, по словам Д. Найта, оказался прав в требовании нулевой терпимости к наркотизации населения. Он также являлся пропагандистом теории заговора и первым обвинил Рузвельта в сговоре с японцами, чтобы покончить с американским изоляционизмом. Затем он заявил, что казус с НЛО был изобретением правительства, чтобы увеличить оборонный бюджет. Такие взгляды отвратили многих участников Фортовского общества: Аарон Зусман вышел из его рядов в 1943 году, так как дело распространения информации о наследии Чарльза Форта оказалось «извращено». Тем не менее, Тиффани Тэйр продолжал нерегулярное издание журнала до самой кончины в 1959 году (выпустив в общей сложности 61 номер), а Фортовское общество было для него родом «циничного развлечения». Годом издания каждого номера неизменно указывался 1931-й, а дата указывалась по тринадцатимесячному календарю, добавочный месяц которого был назван в честь самого Форта.
В 1961 году Винсент Гэддис (создатель концепции «Бермудского треугольника») и Пол Уиллис создали International Fortean Organization, с 1973 года выпускающее в Великобритании журнал «Fortean Times». «Фортовские феномены», то есть тематика его интересов и выпады против «официальной науки», повторялись в книгах Чарльза Берлица, Айвена Сандерсона и Эриха фон Дэникена, а также многих других писателей. Прямо труды Форта пропагандировали и ссылались на них Луи Повэль и Жак Бержье («Утро магов»). Существуют полувиртуальный «Институт Чарльза Форта», «Эдинбургское Фортовское общество», и некоторые другие.

### Уфологи и Чарльз Форт
После начала «тарелочной эпидемии» в США журналист Фрэнк Скалли связал сообщения об НЛО с записями в книгах Форта. Мартин Гарднер в том же контексте выражал сожаление, что сам Чарльз Форт не дожил до этого момента, ибо увлечение летающими тарелками являлось «триумфом чистого фортеанства». Он также указывал, что в книгах Форта приведены сотни сообщений из прессы о таинственных огнях и объектах в небе, которые он сам связывал с внеземной жизнью. В рядах уфологов данная точка зрения сделалась общепризнанной. Джером Кларк именовал Форта «первым уфологом в подлинном смысле слова», то есть человеком, который собирал и публиковал сообщения об аномальных явлениях в атмосфере и другие сообщения о необъяснимых физических явлениях, а его книги называл «бесценными историческими отчётами об объектах, подобных НЛО». Равным образом, в главах 20—26 «Книги проклятых» помещены многочисленные сообщения о светящихся воздушных кораблях, которые Форт явно связывал с инопланетянами. В книге «Вот!» содержится первое описание «близких контактов третьей степени», то есть наблюдения НЛО на расстоянии менее 500 футов (150 м), включающие взаимодействие с объектом или его «пассажирами». Дж. Кларк отмечал также, что «хотя Форт заложил основы уфологии, после его кончины пути фортеанцев и уфологов разошлись», так последователи Чарльза Форта интересуются всеми аномалиями, существующими в современной массовой культуре, включая
Бермудский треугольник и встречи со снежным человеком. Впрочем, существующие издания Международного общества Форта печатают уфологические материалы.

### Чарльз Форт и фантасты
В период жизни Чарльза Форта фантастика ещё находилась в стадии становления, и произведения Верна и Уэллса определялись критиками как «необыкновенные путешествия» или «научный роман». Только американские макулатурные журналы «легализовали» многочисленные жанры фантастической литературы и популяризировали само это название. Случайно совпали по времени начало публикации первого из pulp-журналов и «Книги проклятых» в 1919 году. В массовой литературе ссылка на «Книгу проклятых» Чарльза Форта впервые появилась в рассказе «Следы ниоткуда» американского писателя Джорджа Ингленда, который был опубликован в 1923 году в журнале Science and Invention:

— Чарлз Форт, величайший авторитет в вопросах необъяснимых феноменов, в своей «Книге проклятых» описывает бесчисленное количество происшествий, которые наука не в состоянии объяснить. Он утверждает, что наша планета когда-то была ничейной и самые разные существа боролись между собой за право обладания ею, чтобы пользоваться её богатствами. Но теперь над нею властвуют только победители в той борьбе.
Появление «Вот!» Форта на страницах журнала Astounding Stories было глубоко не случайным, так как его редактор Орлин Тремейн стремился помещать как можно больше материалов познавательного характера, а не только развлекательные художественные тексты. Артур Кларк перечислял в своих воспоминаниях, в том числе и книги Форта, и утверждал, что благодаря журнальному изданию его сочинения получили большой резонанс в среде поклонников фантастической литературы; вдобавок, Кларк заявил, что «выбор для научно-фантастического журнала оказался наилучшим». Историк макулатурных журналов Сэм Московиц подсчитал, что если суммарный тираж трёх изданий «Вот!» не превышал трёх тысяч экземпляров, то благодаря журналу о существовании книги могли узнать примерно 45 000 — 50 000 читателей. Тремейн в редакционной аннотации отмечал, что в книге Форта представлено «самое поразительное собрание фактов», и именно любители научной фантастики являются её целевой аудиторией. Из писателей этого круга Чарльз Форт переписывался с Эдмондом Гамильтоном и Мириам Аллен де Форд, причём Де Форд упоминал по имени как в «Новых землях», так и «Диких талантах». Она, в свою очередь, как минимум однажды называла имя Форта в рассказе, посвящённом спонтанной телепортации между параллельными мирами, опубликованном в 1964 году. Гамильтон дважды упоминал Форта ещё при его жизни: в рассказах «Космические посетители» (опубликован в Air Wonder Stories в марте 1930 года), и «Владельцы Земли» (Weird Tales, август 1931 года). Их сюжеты буквально воспроизводят сентенции Форта: в «Посетителях» неведомые разумные существа ловят землян, как скотину, уничтожают города, но затем исчезают так же внезапно, как и появились. Ссылался на Форта и Говард Лавкрафт в повести «Шепчущий во тьме», когда его герой-скептик начинает расследовать странные явления в сельской местности Вермонта, именуя писания Форта «экстравагантными». Это было отражением его действительного отношения: Лавкрафт был непримиримым скептиком относительно любой «паранормальщины», однако, высоко оценивал сюжетный материал такого рода для литературы ужасов и фэнтези.

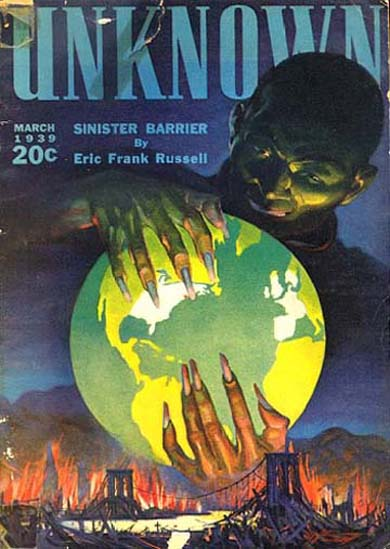
Обложка мартовского номера Unknown за 1939 год с иллюстрацией к «Зловещему барьеру» Эрика Рассела

Эрик Фрэнк Рассел в молодости состоял в Британском межпланетном обществе. Журнальный вариант «Вот!» не произвёл на него впечатления, но позднее он перечитал книжное издание и, по собственным словам, «сделался одержимым», и оставался сторонником фортеанства до конца жизни. Он даже собирал архив газетных вырезок о разнообразных феноменах, вступил в Фортовское общество, приобрёл издания всех книг Чарльза Форта. В 1938 году Рассел начал написание романа, получившего название «Зловещий барьер». Роман был предложен журналу Astounding Science Fiction, владельцем которого тогда сделался Джон Вуд Кэмпбелл. Кэмпбелл одобрил роман, хотя и велел переписать концовку, чтобы она была более оптимистичной, и начал публикацию в заглавном номере нового издания Unknown, тем самым поместив повествование в жанровую нишу фэнтези, а не спекулятивной фантастики. Сюжет романа был прост: главный герой случайно обнаружил, что человечеством руководят некие сферические сущности, видимые только в части излучения электромагнитного спектра, в буквальном смысле «за барьером нашей ограниченности». Найдя способ сделать их видимыми для людей, герой возглавляет восстание против эфирных паразитов. Главным в повествовании была не прямолинейная история «люди против пришельцев», а фортеанская игра с реальностью и вымыслом. Сам автор предпослал роману двусмысленное предисловие, в котором заявил, что история эта — чистая правда, но замаскирована под роман, чтобы избежать уничтожения автора «витонами» (романными пришельцами, которые убивают тех людей, которые слишком близко подошли к истине). Кэмпбелл принял участие в игре, подыграв Расселу в редакционном предисловии. Стиль романа имитировал книги Форта, цитируя газетные статьи об аномалиях, некоторые фортовские сюжеты использовались в «Зловещем барьере» — так, огненные шары, — это умирающие «витоны»; необъяснимо исчезнувшие люди, даже экипаж «Марии Целесты» и Амелия Эрхарт, были ими похищены для своих целей. Кроме того, в сентябре 1939 года Рассел опубликовал в Unknown эссе «За гранью» — своего рода каталог того, что спустя несколько лет стало именоваться НЛО: загадочных огней и «летательных аппаратов», с предположением, что данные объекты имеют внеземное происхождение. Кэмпбелл считал эту идею «тревожащей», и сравнивал Землю с перевалочным портом некоего «космического судоходства». В дальнейшем Эрик Рассел не писал откровенно фортеанских рассказов и романов, однако в 1957 году выпустил книгу «Великие загадки мира», в которой рассматривал те же сюжеты, которые содержались в книгах Форта.
С подачи Кэмпбелла трудами Форта интересовался в поисках сюжетов и Генри Каттнер. Сам Кэмпбелл в 1941 году опубликовал рецензию на выпущенное Т. Тэйром «четверокнижие» Ч. Форта, в которой писал, что собранные Фортом факты весьма важны, однако никто так и не сумел установить, «как, почему и что они означают». В контексте научной фантастики и фэнтези труды Форта — «великолепный источник сюжетов и вызов писателям и читателям», ибо их автор поразительно щедр на идеи («в среднем одно фантастическое допущение на страницу текста»). Если бы удалось отыскать среди мешанины фактов «спрятанный узор», это были бы базовые постулаты не менее четырёх новых наук.
В дальнейшем сам Чарльз Форт и то, о чём он писал, стали стандартными темами фантастической литературы и триллеров, а также использовались в разнообразных описаниях «непознанного». Даже Артур Кларк, обычно позиционируемый как автор «жюльверновского типа», в 1980—1985 годах стал продюсером и автором сценария телепроектов, тематика которых была сугубо фортеанской: «Таинственный мир Артура Кларка», «Мир необычных способностей Артура Кларка» и «Таинственная вселенная Артура Кларка». В 1997 году в Британии выходило шоу «Fortean TV», главным вдохновителем и ведущим которого был Лайонел Фанторп — плодовитый автор фэнтези, фантастики, и книг о святом Граале и тому подобном. Одним из фантастов, который наиболее последовательно разрабатывал тематику и даже стилистику книг Форта, являлся Рафаэль Алоизиус Лафферти. Форт также упоминался в десятом сезоне сериала «Секретные материалы».

### Историография
Архив Форта хранится в библиотеке Университета штата Пенсильвания, картотека — в Нью-Йоркской публичной библиотеке; часть его бумаг оказалась в архиве Теодора Драйзера, их переписка была опубликована в 1959 году. После 1941 года сочинения Чарльза Форта долго не переиздавались в США; «четверокнижие» с предисловием Деймона Найта было выпущено Dover Publications в 1974 году, в Британии выходили переиздания четырёх книг Форта о сенсациях в мягкой обложке. На рубеже 1990—2000-х годов некий исследователь творчества Форта, скрывающийся под псевдонимом «Мистер X», предпринял электронные издания всех его сохранившихся текстов, в том числе не публиковавшейся автобиографии «Много частей» и обеих редакций «Производителей изгоев». По замечанию Шарлотты Слэй, с точки зрения текстологии эти издания выполнены аккуратно.
Американский журналист и фантаст Деймон Найт в 1970 году опубликовал объёмную биографию Форта. Рецензенты именовали книгу «разочаровывающей», так как изложение событий жизни писателя после публикации «Книги проклятых» дано пунктиром, а недостаток фактической информации восполняется изобильным цитированием четырёх книг Форта. Кроме того, Д. Найт не скрывал того, что полностью разделял воззрения Форта и Великовского, пытаясь обосновать содержащиеся в их книгах «пророчества», серьёзно относился к НЛО. Много места в книге занимала история разнообразных «фортеанских обществ» и анализ воздействия писаний Форта на современную ему научную фантастику. Карл Сифакис в 1984 году отмечал, что в его время отсутствовали критические биографии Чарльза Форта, а существующие монографии были написаны апологетами «фортеаны». Это положение сохраняется и в XXI веке.
В 2008 году историк цирка («сценической магии») Джим Стейнмейер выпустил новую биографию Ч. Форта, основанную на архивных первоисточниках. Рецензенты отмечали, что автор был явно увлечён своим героем, поэтому стремился показать, что Форт предвосхитил постмодернистский философский релятивизм, и не особенно педалировал, что «неправдоподобные анекдоты Форта остаются неправдоподобными и поныне». Рецензент журнала «Kirkus Reviews» обозначил книгу Стейнмейера как «некритическое, но красочное изображение неординарного персонажа, убедившего многих в том, что он гений». В то же время даже приверженцы «фортеанства» сравнивали биографию Стейнмейера с книгой Деймона Найта 1970 года, находя существенные достоинства. Например в книге «Чарльз Форт: Человек, который изобрёл сверхъестественное» (название присвоено маркетологами и противоречит содержанию) активно цитируется автобиография, пассажи из которой выделены курсивом, и прочие неопубликованные рукописи ранних произведений Чарльза Форта. История формирования его взглядов названа основным достоинством биографии Стейнмейера, как и прослеживание судеб его литературных покровителей и содержание прижизненной критики, иногда крайне жёсткой. «Стейнмейер предоставляет достаточно новых материалов из первоисточников, чтобы сделать эту книгу незаменимой». Обозреватель журнала Skeptical Inquirer Дж. Найкел в своей рецензии назвал биографию Стейнмейера «вдохновляющей, — хотя, возможно, и чрезмерно сочувственной» к своему герою. Обладавший «агрессивным темпераментом» Форт, согласно мнению Найкела, своими библиотечными разысканиями «тешил уязвлённое Эго». Сомневался он и в судьбе рукописей «X» и «Y», полагая, что сам Чарльз их «благоразумно» уничтожил, за исключением тех идей, которые поддавались переработке. «Вместо того, чтобы отстаивать чудаковатые идеи, которые могли бы сделать его посмешищем, Форт попытался изменить положение тех, кто смеётся, принудив защищаться „догматиков от науки“». Найкел сам попытался проверить некоторые сообщаемые Фортом сведения, в очередной раз подтвердив, что тот не занимался их исследованием и не пытался установить достоверности своих источников. Не будучи эрудитом, Чарльз Форт крупно ошибался: например, когда насмехался над эпидемией бешенства в Тринидаде 1931 года, при которой местный врач сообщил, что переносчиками вируса бешенства являлись местные летучие мыши-вампиры. То есть, «Форт никогда не заходил дальше разжигания интриги от тайн и причудливых фантазий. <…> Сила науки заключается в её непревзойдённой способности давать объяснения, а прогресс цивилизации можно рассматривать как серию разгаданных тайн: концепция, которую Чарльз Форт едва ли мог понять и принять».
Писатель Таннер Бойл в своём исследовании воздействия Форта и фортеанства на современную ему культуру, отмечал, что в контексте развития фантастической литературы антиподом Чарльза Форта являлся Герберт Уэллс. Его труды произвели революцию и находились у истоков научной фантастики, однако определявший всё его творчество научный детерминизм вёл фантастическое воображение к «холодности и бесплодности». Проблема коренится в том, что литература основана на изображении человеческой личности и её переживаний в разнообразных жизненных ситуациях (в фантастике дополненных конструированием миров). Уэллсовский агностицизм приводил лишь к осознанию, что вселенная безразлична к человеку и всем его действиям, а каждое новое фундаментальное открытие лишь усиливает отчуждение. «Эпоха нуждалась в чудаке», каким являлся неудачник-беллетрист Чарльз Форт.

## Сочинения и переписка Чарльза Форта
- Fort C. The Outcast Manufacturers: a Novel. — New York : B. W. Dodge & Company, 1909. — 328 p.
  - The Outcast Manufacturers. A Hypertext Edition of Charles Hoy Fort's Book. — Electronic Edition, 2000.
- Fort C. The Book of the Damned. — New York : Boni and Liveright, 1919. — 298 p.
  - Форт Ч. 1001 забытое чудо. Книга проклятых. Пер. с англ. — СПб.: Лань, 1997. — 384 с.
  - Чарльз Форт. Осколки межпланетных катастроф. Книга проклятых / Пер. Г. Соловьёвой, предисловие Д. Найта. — М., СПб. : Эксмо; Мидгард, 2006. — 336 с. — (Тайны древних цивилизаций). — ISBN 5-699-17928-3.
- Fort C. New Lands / Introduction by Booth Tarkington. — New York : Boni and Liveright, 1923. — 244 p.
  - Чарльз Форт. Пророк с Луны, ангел с Венеры. Новые земли / Пер. Г. Соловьёвой. — М.: Эксмо, СПб.: Мидгард, 2007. — 240 с. — (Тайны древних цивилизаций) — ISBN 5-699-20008-8.
- Fort C. Lo! / Introduction by Tiffany Thayer. — New York : Claude Kendall, 1931. — 411 p.
  - Чарльз Форт. Вулканы небес / Пер. Г. Соловьёвой. — М.: Эксмо, СПб.: Мидгард, 2007. — 320 с. — (Тайны древних цивилизаций) — ISBN 978-5-699-23377-9.
- Fort C. Wild Talents. — New York : Claude Kendall Publisher, 1932. — 343 p.
  - Чарльз Форт. Магия повседневности. Дикие таланты / Пер. Ю. Яблокова. — М.: Эксмо, СПб.: Мидгард, 2008. — 272 с. — (Тайны древних цивилизаций) — ISBN 978-5-699-27972-2.
- The books of Charles Fort / With an Introduction by Tiffany Thayer. — New York : Henry Holt and Company for Fortean Society, 1940. — xxvi, 1125 p.
- Many Parts. Remnants of an Autobiography by Charles Hoy Fort / Tiffany Thayer's Prologue, Notes, and Epilogue. — Electronic Edition, 1998.
- Charles Hoy Fort's Short Stories :  [англ.] / Collected and Edited by Mr. X. — Electronic Edition, 1998.
- Letters of Theodore Dreiser : a selection / Edited with preface and notes by Robert H. Elias ; Consulting editors: Sculley Bradley and Robert E. Spiller. — Philadelphia : University of Pennsylvania Press, 1959. — Vol. I. — P. 166—167, 193, 197, 264, 343—344. — 359 p.
- Letters of Theodore Dreiser : a selection / Edited with preface and notes by Robert H. Elias ; Consulting editors: Sculley Bradley and Robert E. Spiller. — Philadelphia : University of Pennsylvania Press, 1959. — Vol. II. — P. 507—508, 531—532. — 390—759 p.
  - The Correspondence of, and to, Charles Hoy Fort :  [англ.] / Edited and Annotated by Mr. X. — Mr. X's Fortean Web-Site, 2000, 2004.

### Словарно-энциклопедические издания
- Carroll R. T.. Charles Fort. The Skeptic's Dictionary (16 декабря 2015). Дата обращения: 22 сентября 2022.
- Clark J.[англ.]. Encyclopedia of Strange and Unexplained Physical Phenomena. — Detroit [etc] : Gale Research Inc., 1993. — xxvi, 395 p. — ISBN 0-8103-8843-X.
- Clark J. Fort, Charles (1874—1932) // The UFO book : encyclopedia of the extraterrestrial. — Detroit ; New York ; Toronto ; London : Visible Ink. Press, 1998. — P. 233—238. — xx, 705 p. — ISBN 1-57859-029-9.
- Clark J. Fort, Charles Hoy // UFOs and popular culture : an encyclopedia of contemporary myth / Ed. by James R. Lewis. — Santa Barbara, California — Denver, Colorado — Oxford, England : ABC-CLIO, Inc., 2000. — P. 131—132. — xl, 393 p. — ISBN 1-57607-265-7.
- Lippard J. Charles Fort // The encyclopedia of the paranormal / Ed. by G. Stein. — Amherst, N. Y. : Prometheus Books, 1996. — P. 277—281. — xxiv, 859 p. — ISBN 1573920215.
- A Theodore Dreiser encyclopedia / edited by Keith Newlin. — Westport, Connecticut ; London : Greenwood Press, 2003. — xxiii, 431 p. — ISBN 0-313-31680-5.
- Вандерхилл Э. Чарльз Форт (1874—1932) // Мистики XX века. Энциклопедия / Пер. с англ. Д. Гайдук. — М. : МИФ: Локид, 1996. — С. 475—484. — 522 с. — ISBN 5-87214-023-3.

### Статьи и монографии
- Boyle T. F. The Fortean influence on science fiction : Charles Fort and the evolution of the genre. — Jefferson, North Carolina : McFarland & Company, Inc., Publishers, 2021. — 194 p. — (Critical explorations in science fiction and fantasy ; 73). — ISBN 978-1-4766-4190-4.
- Buhs J. B. Think to New Worlds. The Cultural History of Charles Fort and His Followers. — University of Chicago Press, 2024. — 384 p. — ISBN 978-0226831480.
- Clark J. The Extraterrestrial Hypothesis in the Early UFO Age // UFOs and abductions : challenging the borders of knowledge / edited by David M. Jacobs. — Lawrence : University Press of Kansas, 2000. — P. 122—140. — ix, 382 p. — ISBN 0-7006-1032-4.
- Dash M. Charles Fort and a Man Named Dreiser // Fortean Times. — 1988. — № 51. — P. 40–48.
- Dunning B. Who Was Charles Fort? Skeptoid Podcast. Skeptoid Media (13 октября 2015). Дата обращения: 22 сентября 2022.
- Gardner M. Fads and Fallacies in the Name of Science. — 2nd, revised & expanded ed. — New York : Dover Publications, Inc., 1957. — 384 p.
- Gross L. E. Charles Fort, the Fortean Society, and Unidentified Flying Objects : A survey of the unidentified flying object mystery from August, 1895, to August, 1947. — Fremont, California : privately published, 1976. — 113 p.
- Hunter J. Intermediatism and the Study of Religion // Paranthropology: Journal of Anthropological Approaches to the Paranorma. — 2016. — Vol. 7, no. 1. — P. 51—56.
- Kaplan L. Telepathie Technologies A Seance in Fortean Science. — Berlin : Wissenschaftszentrum Berlin für Sozialforschung gGmbH, 1991. — 36 p.
- Knight D. F. Charles Fort; prophet of the unexplained. — Garden City, N. Y. : Doubleday & Company, Inc., 1970. — xiii, 224 p.
- Kripal J. J. Authors of the impossible : the paranormal and the sacred. — Chicago : The University of Chicago Press, 2010. — xiii, 332 p. — ISBN 978-0-226-45386-6.
- Loving J. The last titan : a life of Theodore Dreiser. — Berkeley ; Los Angeles : University of California Press, 2005. — xvi, 480 p. — ISBN 0-520-23481-2.
- May A. Pseudoscience and Science Fiction. — Cham : Springer International Publishing Switzerland, 2017. — x, 181 p. — (Science and Fiction). — ISBN 978-3-319-42604-4. — doi:10.1007/978-3-319-42605-1.
- marzaat. Review: Charles Fort: The Man Who Invented the Supernatural, Jim Steinmeyer, 2008 (1 марта 2016). Дата обращения: 23 сентября 2022.
- marzaat. Raw Feed (2002): Charles Fort: Prophet of the Unexplained, Damon Knight, 1970 (26 июля 2022). Дата обращения: 23 сентября 2022.
- Nickell J. Review: [Charles Fort: Purveyor of the Unprobed] // Skeptical Inquirer. — 2008. — Vol. 18, no. 3.
- Sifakis C. American eccentrics. — New York : Facts on File, 1984. — xiv, 317 p. — ISBN 087196788X.
- Sleigh C. Writing the Scientific Self: Samuel Butler and Charles Hoy Fort // Journal of Literature and Science. — 2015. — Vol. 8, no. 2. — P. 17—35. — ISSN 1754-646X.
- Sleigh C. ‘An Outcry of Silences’: Charles Hoy Fort and the Uncanny Voices of Science // The Silences of Science: Gaps and Pauses in the Communication of Science / Edited By Felicity Mellor, Stephen Webster. — Abingdon, Oxon ; New York, NY : Routledge, 2017. — P. 274—295. — xi, 305 p. — ISBN 978-1-4724-5997-8.
- Steinmeyer J. Charles Fort : the man who invented the supernatural. — New York : Penguin Group, 2008. — xvi, 332 p. — ISBN 1-4362-0566-2.
  - Charles Fort. The Man Who Invented the Supernatural :  [англ.] // Kirkus Reviews. — 2008. — 15 March.
- Theodore Dreiser recalled / edited by Donald Pizer. — Clemson : Clemson University Press, 2017. — xix, 329 p. — ISBN 9781942954446.
- Повель Л., Бержье Ж. Часть четвёртая. Исчезнувшие цивилизации. Глава 1. Собор святого Иного // Утро магов. Введение в фантастический реализм / Пер. с франц. Л. Д. Каневского. — М. : Вече, 2005. — С. 139—156. — 464 с. — (Лабиринты тайноведения). — ISBN 5-9533-0459-5.